# Юхансен, Ялмар
Фре́дрик Я́лмар Ю́хансен, иногда Йохансен, Иогансен (норв. Fredrik Hjalmar Johansen; 15 мая 1867, Шиен — 3 января 1913, Кристиания) — норвежский полярный путешественник и спортсмен. Участник полярной экспедиции Нансена и антарктической экспедиции Амундсена.
Являлся сооснователем спортивного клуба «Odd» (1885), многократный чемпион Норвегии по гимнастике и лыжным гонкам, представлял свою страну как гимнаст на Всемирной выставке 1889 года, удостоившись высшей награды. Служил клерком в тюремном ведомстве, из-за финансовых трудностей не сумел сделать военную карьеру. Со второй попытки был зачислен в экспедицию Нансена кочегаром. После начала арктического дрейфа в октябре 1893 года назначен ассистентом метеоролога. За свои навыки каюра и лыжника Нансен избрал Юхансена для попытки достижения Северного полюса на лыжах и санях. Имея 28 ездовых собак, 6 апреля 1895 года Нансен и Юхансен достигли 86°14’ с. ш., что оказалось рекордом для того времени. Далее путешественники добрались до Земли Франца-Иосифа, где с сентября 1895 по май 1896 года в экстремальных условиях зимовали в выстроенном из камней логове. В июне путешественники прибыли на мыс Флора, откуда были эвакуированы английской экспедицией Джексона. В 1898 году Юхансен опубликовал книгу «Сам-друг на 86°14ʹ» (Selv-anden paa 86° 14ʹ)
После возвращения Юхансен получил награды и вне выслуги удостоился звания капитана (1898). В 1907 году был вынужден уйти в отставку, развёлся с женой, с которой прижил четырёх детей. В 1907—1908 годах участвовал в трёх экспедициях на Шпицберген, где проявил навыки специалиста. По настоянию Нансена, в 1910 году Юхансен вошёл в состав южнополярной экспедиции Амундсена и включён в зимовочный отряд. В экспедиции он отвечал за упаковку провианта для санного похода. Из-за слишком раннего выхода (8 сентября 1911 года) в шестидесятиградусный мороз возвращение на базу превратилось в неорганизованное бегство, в ходе которого Юхансен спас от гибели лейтенанта Преструда, у которого пала собачья упряжка. После возвращения на базу произошёл публичный конфликт Юхансена с Амундсеном, после чего капитан Юхансен был подчинён младшему по званию Преструду и оставлен во второстепенной санной партии к Земле Эдуарда VII. После прибытия 15 марта 1912 года на Тасманию Юхансена списали из экспедиции и отправили в Норвегию. Потерпев неудачу в карьере военного и полярника, Фредерик Ялмар Юхансен покончил жизнь самоубийством. В некрологах именовался одним из величайших норвежских полярников.
К столетию со дня рождения Юхансена были выпущены первые его биографии и установлен памятник в родном Шиене. В XXI веке по мере публикации первоисточников норвежских полярных экспедиций наметился пересмотр роли Юхансена в предприятиях Нансена и Амундсена, выпущены новые монографические биографии.

## Ранние годы (1867—1892)

### Происхождение
Семейство крестьян Юхансенов упоминалось в документах с XVII века; в основном его представители обитали в Хедмарке. Один из родоначальников — Уле Сиверсен — основал ферму Грохольт, которая принадлежала семье в течение нескольких поколений. Однако к началу XIX века Юхансены превратились в арендаторов. Отец — Йенс Юхансен — родился в Лётене в январе 1835 года. В 1862 году Йенс женился на Марен Персдаттер из соседней деревни Станге, затем они переехали в Шиен, поскольку Юхансен хотел повысить свой социальный статус в городе. Он нашёл себе место судебного исполнителя, главной задачей которого было содержание заключённых. Должность предполагала не только оклад, но и служебную квартиру в старом здании ратуши на втором этаже. Вероятно, Йенс отличался бережливостью, поэтому сумел накопить денег на ферму в Венстёпе. В 1864 году у супругов родилась дочь Петра Матильда, а спустя три года — долгожданный первенец Фредрик Ялмар. В 1869 и 1874 годах у Ялмара родились две сестры — Юли Маргрете и Мильда Юханна (дома её звали Ханной). Наконец, в 1881 году родился поздний сын Юхан Педер. Всё обширное семейство продолжало квартировать в ратуше.

### Юхансен — спортсмен

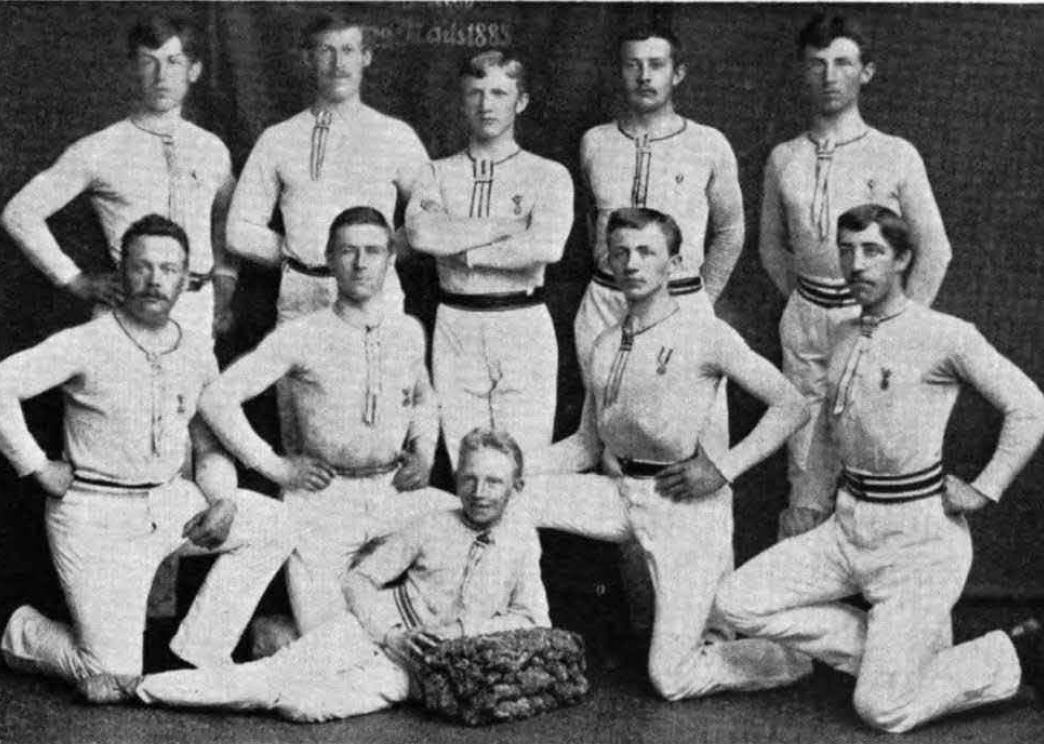
Спортивный клуб «Odd» в 1886 году. Ялмар Юхансен в центре заднего ряда

В годы детства Ялмара в Шиене и по всей Норвегии спорт занимал центральное место в досуговой деятельности. Наиболее популярными в зимнее время были лыжи и коньки, а в кругу Юхансенов лыжные походы могли иметь большую длительность. Ялмар от природы имел плотное сложение и небольшой рост, он одинаково хорошо преуспевал в разных видах спорта. В 1880-е годы в Норвегии появилась мода на спортивную гимнастику, благодаря чешскому сокольскому движению, в 1881 году была основана Международная федерация гимнастики. В марте 1885 года возникла идея создать спортивный клуб и в Шиене, у истоков которого стояли сам Ялмар Юхансен и его друзья Улаф Кронес, Ханс Ульсен, и Карл Педерсен. Новую организацию назвали «Odd» в честь героя-гиганта романа Виктора Рюдберга. Официально клуб был зарегистрирован 29 марта 1885 года при одиннадцати членах-учредителях. Председателем избрали опытного конькобежца и предпринимателя Рагнвальда Блакстада, благодаря которому в городе клуб восприняли серьёзно. Уже через год клуб получал субсидию из городского фонда финансирования некоммерческих организаций в размере 50 крон, которая в последующие годы увеличилась втрое. Тренировались члены клуба в гимнастическом зале Латинской школы Шиена. В 1886 году клуб одержал первую победу на национальных соревнованиях по гимнастике во Фредриксхалле (ныне Халден), причём главной «звездой» соревнований оказался именно Ялмар Юхансен. Он легко взял высоту 1 м 50 см в прыжках в высоту, отличился, выполняя упражнения на кольцах. Результатом стала серебряная медаль.

Ялмар Юхансен и Хильда Эврум на выпускном бале-маскараде 1886 года

На национальных состязаниях по гимнастике 1890 года в Бергене Ялмар удостоился большой золотой медали. Особенно ему удавались прыжки с шестом и двойное сальто. Для тренировки реакции и вестибулярного аппарата Юхансен стал практиковать стойки на руках на борту лодки. Как представитель шиенского клуба он участвовал в ежегодных съездах гимнастической ассоциации. В списках победителей на лыжных соревнованиях в Вестфолле и Телемарке фамилия Юхансена появлялась регулярно. Бредо Хенриксен передавал историю, что когда Юхансен с товарищами по команде, находясь на соревнованиях, опоздали в отель, и им не открывали, Ялмар вскарабкался по водосточной трубе до мансарды, пробрался в окно и открыл двери.
Отец стремился, чтобы Ялмар получил более высокий социальный статус, чем он сам. Фредрик обучался в Латинской школе Шиена и на вакациях познакомился с Хильдой Эврум, которая училась в школе для девочек и собиралась стать учительницей. Юхансен успешно сдал экзамены и стремился в университет, чтобы получить специальность юриста, тогда как отец настаивал на поступлении в военное училище. 7 августа 1886 года Шиен был опустошён пожаром, уничтожившим большую часть городских построек, в том числе ратушу. Йенс Юхансен перевёз семейство на ферму в трёх километрах от города. В конце концов он согласился с переездом сына в Кристианию и поступлением на юридический факультет.

### Университет и поездка в Париж
Осенью 1886 года Ялмар Юхансен переехал в Кристианию и поступил на подготовительное отделение университета. Он не забросил занятий спортом, но, по словам А. Вистинга, «греховное многообразие города произвело своё действие». Ялмар, которому не исполнилось и двадцати, увлёкся разгульной студенческой жизнью и стал злоупотреблять алкоголем — недуг, который преследовал его всю оставшуюся жизнь. Сохранилась его переписка с отцом, Хильдой и другом Самуэлем Йоргенсеном, который ухаживал за сестрой Хильды — Анной. Послания демонстрируют литературные способности Ялмара и его чувство юмора, но не академические успехи. Экзамены весеннего семестра 1887 года он провалил, что сказалось на отношениях как с отцом, который платил за обучение, так и с будущим тестем — Педером Эврумом, который не считал, что спорт — это надёжный способ обеспечить семью. 1 июня 1887 года Йенс Юхансен скоропостижно скончался, что ставило перед Ялмаром вопрос, как он будет обеспечивать семью, поскольку его младшему брату было всего семь лет. В Шиене Юхансен получил должность клерка округа Братсберг, фактически унаследовав должность своего отца. Иными словами, Ялмар стал тюремным смотрителем, что оставляло много свободного времени и хорошо оплачивалось. Его амбиции удовлетворялись спортивными состязаниями, что подтверждалось множеством норвежских наград в течение 1888 года.
В 1889 году Всемирная федерация гимнастики приурочила мировой чемпионат к Парижской всемирной выставке. Норвежская сборная включала 19 человек. Отъезд из Кристиании 30 мая 1889 года совпал с прибытием в город Фритьофа Нансена и Отто Свердрупа, которые в предыдущем году впервые пересекли ледниковый щит Гренландии на лыжах. В столицу Франции норвежцы прибыли через Антверпен и Брюссель 4 июня. По рассказам самого Юхансена, северяне решили взобраться на Эйфелеву башню, но их демонстрация сорвалась с прибытием на выставку президента Франции Сади Карно. 7 июня норвежцы посетили национального поэта Юнаса Ли, который постоянно жил в Париже. Свою миссию норвежцы рассматривали как политическую, поскольку шведская сборная выступала под флагом без знака унии. В норвежской литературе неизменно сообщалось, что Юхансен стал чемпионом мира по спортивной гимнастике, несмотря на проливной дождь в день его выступления. На закрытии соревнований норвежцы выстроили человеческую пирамиду изо всех участников команды. Гимнасты вызвали ажиотаж в парижской прессе, у них брали интервью. Впрочем, А. Вистинг утверждал, что анализ прессы не подтверждал серьёзного отношения к спортивным наградам в 1880-е годы, медали раздавали «случайным образом». Вернувшиеся на родину гимнасты приняли участие в народном празднике в Бюгдё 23 июня, а далее победителей чествовали в Шиене. После возвращения 22-летний Ялмар был избран председателем Спортивной ассоциации Норвегии, переизбирался в следующем году и в 1891—1892 годах избирался членом правления.

### Военное училище и Нансен

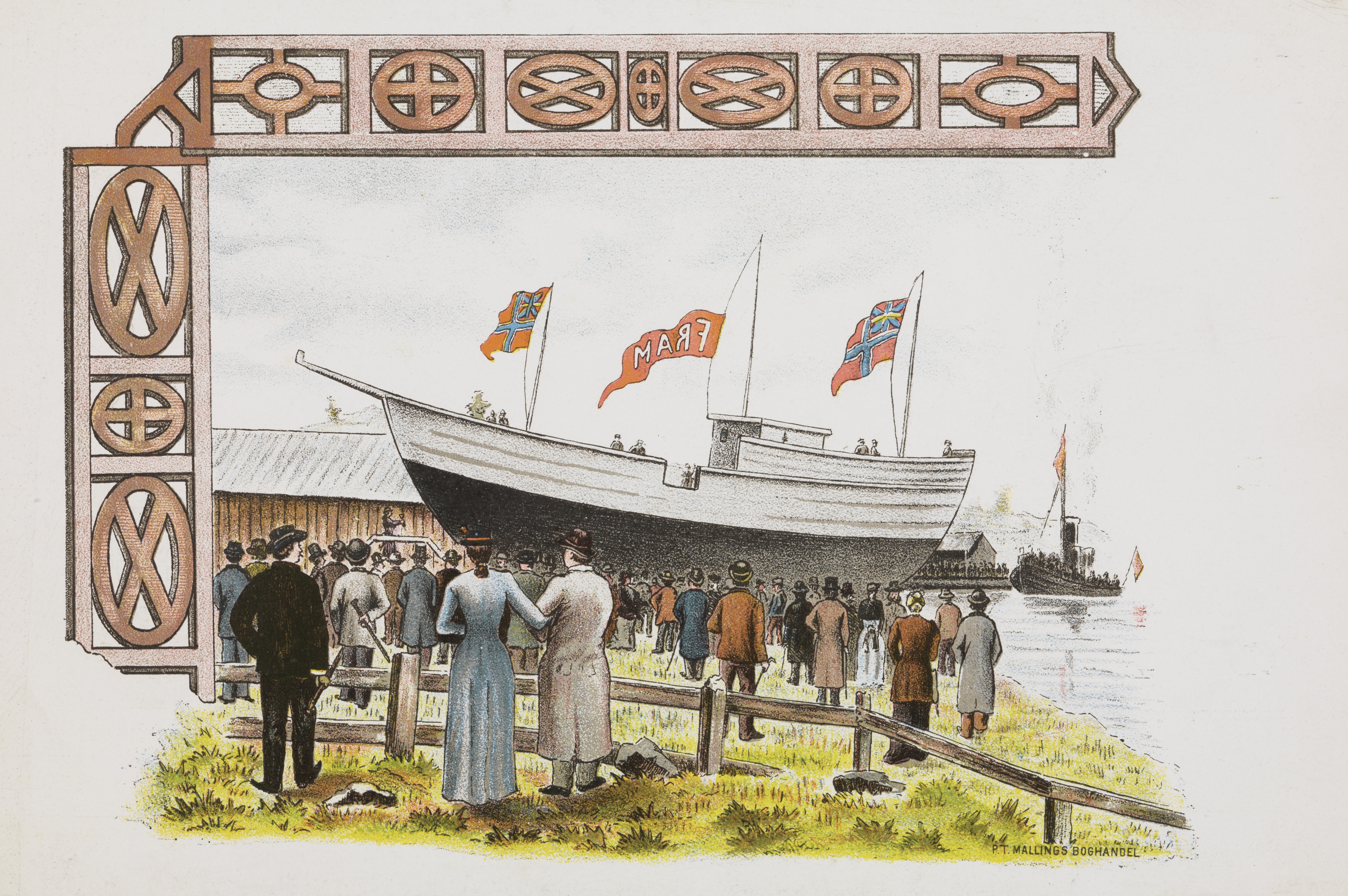
Литография, изображающая спуск «Фрама» на воду

В 1890 году Хильда Эврум приезжала в Кристианию сдавать экзамены на звание учительницы, и они объяснились с Ялмаром Юхансеном. Отец — Педер Эврум — не возражал против брака. Летом 1891 года Хильда получила место телеграфиста в Шиене с окладом 800 крон в год — немалое по тем временам жалованье даже для мужчины. Отец поощрял её стремление к самостоятельности; будущий муж должен был соответствовать. В сентябре 1891 года Ялмар взял взаймы у мужа своей старшей сестры (жалованье смотрителя не позволяло сделать накоплений) и попытался поступить в Королевское военное училище, рассчитывая на офицерскую карьеру. По мнению А. Вистинга, пребывание в этом заведении оказалось благотворным для Юхансена, поскольку дисциплина и распорядок «держали его далеко от пивных и винных погребов». Приказ о присвоении ему звания младшего лейтенанта пехоты (Sekondløitnant i Infanteriet) датирован 21 октября 1892 года. По словам А. Вистинга, это была констатация очередной жизненной неудачи: денег не хватило на прохождение полного курса обучения, а полученное звание не предполагало наличия оплачиваемой должности. Через пять дней Ялмар и Хильда поехали в Ларвик на церемонию спуска на воду «Фрама» — корабля планируемой экспедиции к Северному полюсу; Хильда была знакома с дочерью судостроителя — Луллул Арчер.
10 ноября 1892 года Ялмар Юхансен и его друг Карл Энгебредсен подали заявки на участие в Норвежской полярной экспедиции. Чтобы подстраховаться, Юхансен решил лично встретиться с Нансеном, зная из газет, что он будет инспектировать изготовление паровой машины в фирме Акера. Встреча состоялась на ходу 28 ноября, норвежцы не были представлены друг другу, однако Нансен не отверг нового претендента. Он сообщил, что вакантным остаётся место кочегара — худшая из должностей, и предложил продублировать заявку на участие в экспедиции. В тот же день Юхансену пришёл отказ по его предыдущему прошению. Тот направил вторую заявку, почти раздражённую по тону, и вторично съездил домой к Нансену в Люсакер. Воля и спортивные навыки Юхансена произвели должное впечатление, и он получил место в экспедиции. Контракт подписали в присутствии Нансена и двух свидетелей 14 апреля 1893 года. В нём говорилось, что младший лейтенант Юхансен из Шиена получает место матроса и кочегара с жалованьем 60 крон в месяц вплоть до окончания экспедиции. Дневниковые записи и фотографии, сделанные им, являлись собственностью экспедиции и могли быть использованы начальником по своему усмотрению. Перед самым отъездом Юхансен получил 240 крон подъёмных, на которые смог купить револьвер, сменную одежду, бритву, запас табака и сигар, ручек, карандашей и книжек для дневников, а также корабельный сундук для хранения личных вещей.

## Экспедиция Нансена и последующие годы (1893—1899)

### Две зимовки во льдах: 1893—1894 годы

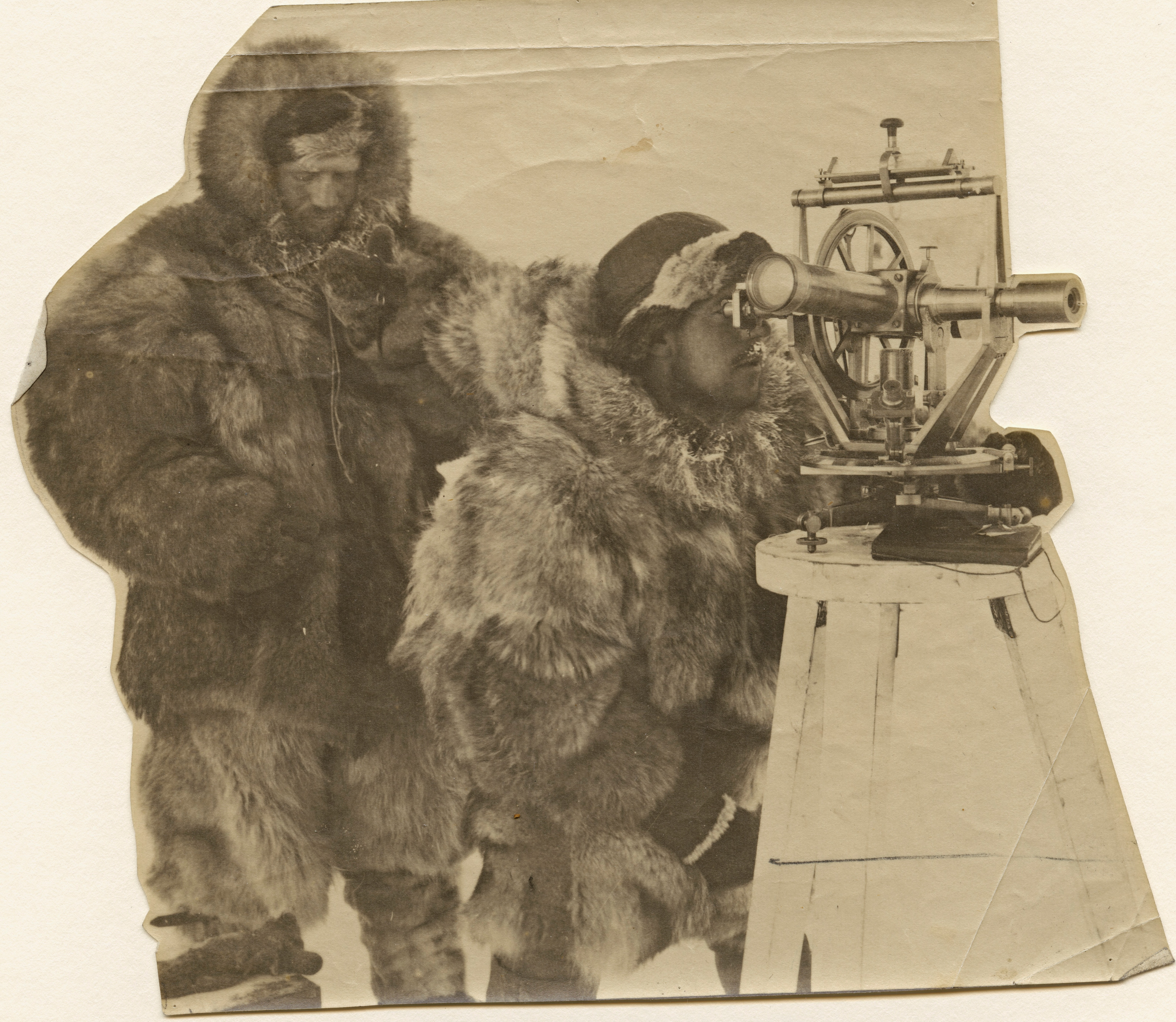
Скотт-Хансен и Юхансен работают с теодолитом

«Фрам» вышел из Кристиании 24 июня 1893 года, и первые 50 километров пути его сопровождали многочисленные суда, яхты и лодки с провожающими. 25 июня экспедиция в Хортене принимала запасы взрывчатки и сигнальные заряды для пушек. На следудующую остановку в Ларвике на верфи Арчера приехала для прощания Хильда. Юхансен писал в дневнике, что паровая машина работала превосходно, а команда настроена оптимистично. При огибании Линдеснеса корабль попал в первый шторм, который показал, что «Фрам» очень валкий из-за особой формы корпуса, рассчитанного на давление льдов. Юхансену было тяжело работать в кочегарке из-за качки (ожоги и ушибы стали нормой его работы) и морской болезни. Перегруженному судну грозило опрокидывание, пришлось сбросить в море с верхней палубы бочки с керосином и пиломатериалы. Переход вдоль норвежского побережья превратился в сплошную череду праздников; так, танцы в Бергене продолжались с полудня субботы до утра воскресенья. В Тромсё на борт «Фрама» взошёл его капитан Отто Свердруп, а Ялмар получил письмо Хильды с вложенной фотографией. В последнем порту Вардё команда устроила грандиозный загул, Юхансен писал в дневнике, что «столько шампанского, вероятно, не выпил за всю свою жизнь». При отходе в четыре часа утра 21 июля со снастями буксира могли работать сам Нансен, Свердруп и первый помощник Скотт-Хансен, добудиться остальных было невозможно. Днём Нансен устроил команде разнос, формальным поводом для которого стало исчезновение пивной бутылки. Юхансена это не коснулось, поскольку он не мог отлучиться из кочегарки.

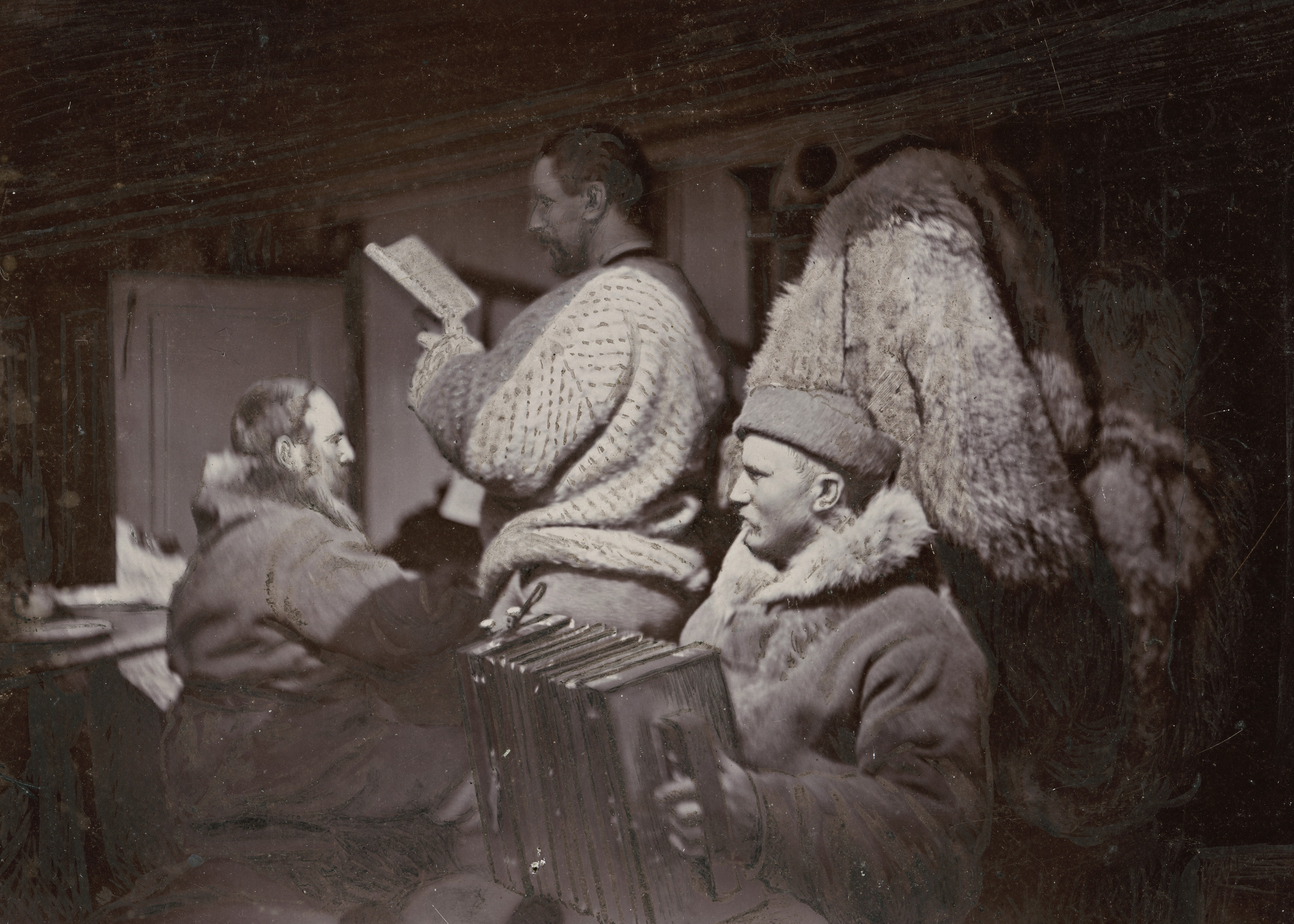
Музыкальное развлечение в кают-компании «Фрама». Юхансен играет на гармонике

«Фрам» проследовал вдоль северного побережья Сибири. Юхансена взяли в охотничью партию на побережье Ямала с участием Нансена и Свердрупа. Чтобы согреться, Юхансен проделал под дождём комплекс гимнастических упражнений, включая сальто, не снимая тяжёлых ботинок и офицерской шинели, что отмечено в дневнике Нансена. Не доходя до Новосибирских островов около 100 миль, Нансен изменил курс на более северный. К 22 сентября, достигнув 79º с. ш. , «Фрам» прочно вмерз в паковый лёд. Нансен и его команда приготовились к дрейфу на запад, к Гренландии. Паровой котёл был потушен, машина законсервирована. Юхансен перевели ассистентом картографа и метеоролога Сигурда Скотт-Хансена. С десяти утра до десяти ночи они через два часа снимали показания приборов: барометров, термометров, барографов и других. Периодически проводились магнитные измерения, всё это осуществлялось при любой погоде в обстановке полярной ночи. За тщательность работы Юхансена прозвали на борту «Моном» в честь знаменитого метеоролога. Через день осуществлялось измерение географического положения «Фрама»: требовалось понять направление дрейфа. Эти измерения сильно влияли на настроения экипажа и лично Нансена, ибо первоначально планируемые скорости и направления дрейфа льда не подтвердились.

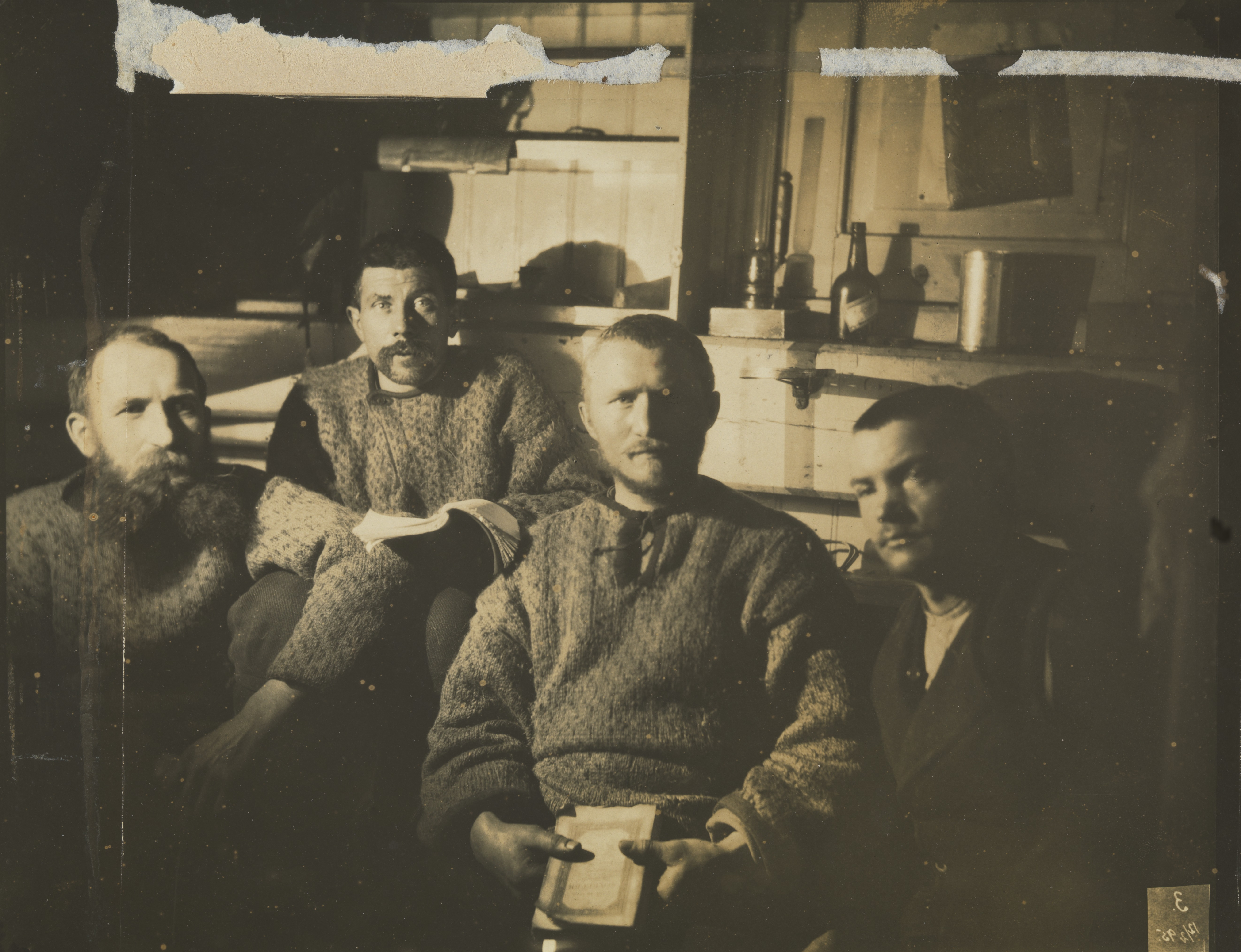
Соседи по каюте: А. Юэлл, А. Амундсен, Я. Юхансен, Л. Петтерсен

Судя по дневнику, Юхансен вписался в команду и не испытывал переживаний во время полярной ночи. В дневнике он писал, что постоянно занят и время летит быстро. Вместе со своим начальником Скотт-Хансеном они оказывались самыми молодыми участниками команды: Ялмару исполнилось 26 лет, Сигурду — 25 лет, но он был самым старшим по званию на «Фраме». Нансен настаивал на равенстве условий жизни и ненужности классовых барьеров. Четверо начальников — Нансен, Свердруп, Скотт-Хансен и доктор Блессинг — квартировали в индивидуальных каютах, рядовые обитали в четырёхместных каютах на корме. Двери выходили в общую кают-компанию, которая стала центром жизни в экспедиции. Соседями Юхансена по каюте оказались кок Адольф Юэлл, механик Антон Амундсен и второй механик швед Ларс Петтерсен. Ларс в своей заявке назвал себя норвежцем и поменял букву в фамилии (настоящая — «Петтерсон»). Постепенно внутри экипажа складывались группы: Ялмар, вместе с врачом Блессингом и Скотт-Хансеном, вошёл в окружение капитана Свердрупа, став его партнёром по карточным играм. Капитан предпочитал руководить скрытно, приглашая подчинённых к себе в каюту для приватных разговоров. Юхансен избрали секретарём игрового и спортивного клуба, который вёл летопись игр и списки победителей, а также выдавал призы. Со Скотт-Хансеном они быстро перешли на «ты» и называли друг друга «Сигге» и «Ялле». На годовщину спуска «Фрама» на воду устроили соревнование по стрельбе, в котором Юхансен занял второе место, Блессинг — пятое, а Нансен только девятое.
В марте 1894 года Юхансен входил в группу, которая из стальных снастей плела длинный канат для измерения глубины. В дневнике кратко описано, что мотать стальные проволоки на сорокаградусном морозе «нелегко». Была достигнута глубина 3475 м и доказано существование полярного ледовитого океана. В августе измерение глубины показало 3850 м. Нансен в течение лета 1894 года пришёл к выводу, что течения и ветры не вынесут «Фрам» к Северному полюсу. Осенью Ялмар зафиксировал в дневнике «слух», что Нансен попытается на ездовых собаках достигнуть полюса, взяв с собой одного спутника. Скотт-Хансен сразу предположил, что компаньоном начальника будет именно «Ялле». Первые переговоры с ним начал капитан Свердруп 19 ноября 1894 года. Далее состоялся разговор с Нансеном в присутствии капитана Свердрупа; все обсуждения продлились почти три часа. Начальник разъяснил план: взять всех 28 собак, имевшихся на борту, и на четырёх нартах выступить по льдам в конце февраля. После достижения полюса, в зависимости от дрейфа льда, полярники достигнут Шпицбергена или Земли Франца-Иосифа. Число собак позволяло взять провизии на 100 суток, при этом ослабевшие собаки должны были пойти в пищу оставшимся собакам и даже людям. Нансен предложил подумать, но Юхансен сразу согласился. В дневнике он писал, что это «великая честь, что выбор пал на меня… Если всё пойдёт неудачно, то в такой смерти не будет бесчестья». Скотт-Хансен записал в дневнике, что лучшего товарища Нансену не существует. По мнению А. Вистинга, кандидатуру Юхансена разрабатывал именно капитан Свердруп. На следующий день Нансен объявил свой план на общем собрании экипажа.

### Поход к Северному полюсу

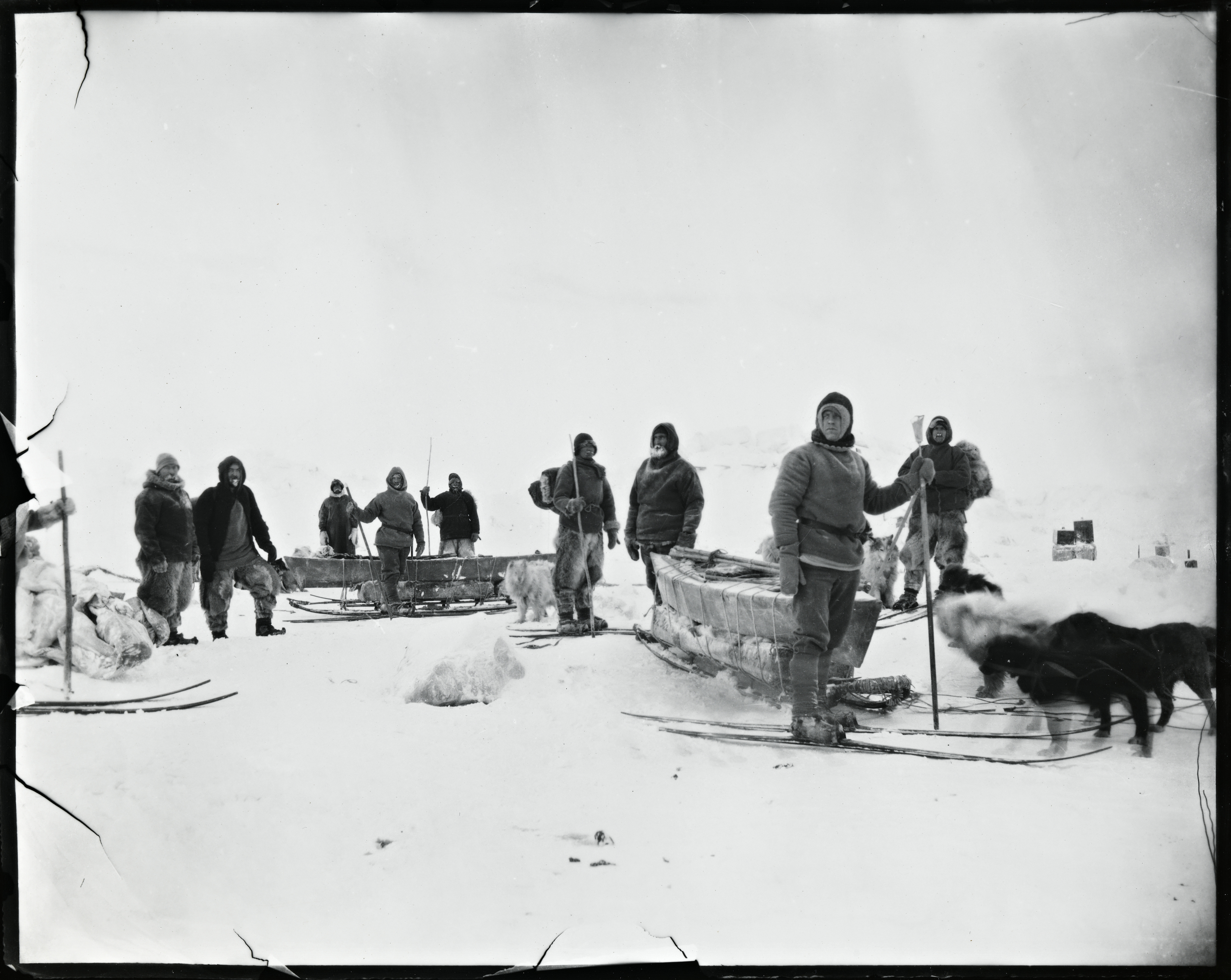
Нансен и Юхансен покидают «Фрам» и начинают лыжный поход к Северному полюсу 14 марта 1895 года

Санная экспедиция снаряжалась в ограниченные сроки, используя только материалы, имеющиеся на борту экспедиционного судна. Датой выхода назначили 20 февраля 1895 года, за это время следовало подготовить каяки на бамбуковом каркасе (их строил Свердруп), ясеневые нарты на металлических полозьях, лыжи и снаряжение. Было решено отказаться от меховой одежды: полярные костюмы из волчьего меха оказались тяжелы и лишены вентиляции, и Нансен с Юхансеном сильно потели. Нансен принял решение вернуться к шерстяным вязаным костюмам, зарекомендовавшим себя не с лучшей стороны в Гренландской экспедиции 1888 года. Кроме того, он решил сделать спальный мешок из оленьего меха на двух человек, которые будут согревать друг друга. Однако начальник испытывал в последние месяцы сильнейший стресс, пытался контролировать мельчайшие детали подготовки и сильно испортил отношения с экипажем. Даже самые лояльные Нансену помощники — Свердруп и Скотт-Хансен — оставили в дневниках весьма нелицеприятные суждения.
После двух неудачных попыток 14 марта 1895 года Нансен в сопровождении Юхансена окончательно покинул «Фрам», который тогда находился в точке 84º05’ с. ш. и 101º35’ в. д. Поход оказался чрезвычайно тяжёлым из-за противных ветров, почти сорокаградусных морозов и сильно изломанного льда: через гряды торосов иногда приходилось прорубаться в буквальном смысле. Первоначально дневной переход равнялся 16 км, но далее сократился всего до пяти. Нансен шёл первым со своей упряжкой и каяком, разведывая путь. Юхансен следил за двумя нартами, на одних из которых стоял его каяк, а на вторых — погружена основная часть провианта. Шерстяные костюмы пропотевали и покрывались слоем льда, а ночью оттаивали и были мокрыми. Полярники обмораживались и травмировались. Простейшие бытовые задачи отнимали слишком много времени, начиная от установки палатки и разрубания пеммикана для собак. Холода не позволяли высыпаться по ночам. Первым убитым псом оказался Ливьегерен, который больше не мог работать в упряжке. Его тушу разрубили, но собаки отказались её есть, они ещё не сильно оголодали. Следующим стал жирный пёс Перпетуум (названный потому, что постоянно крутил хвостом). Юхансен не любил убивать собак, но смирился с необходимостью и даже выработал способ действовать финкой, не причиняя животным боли.

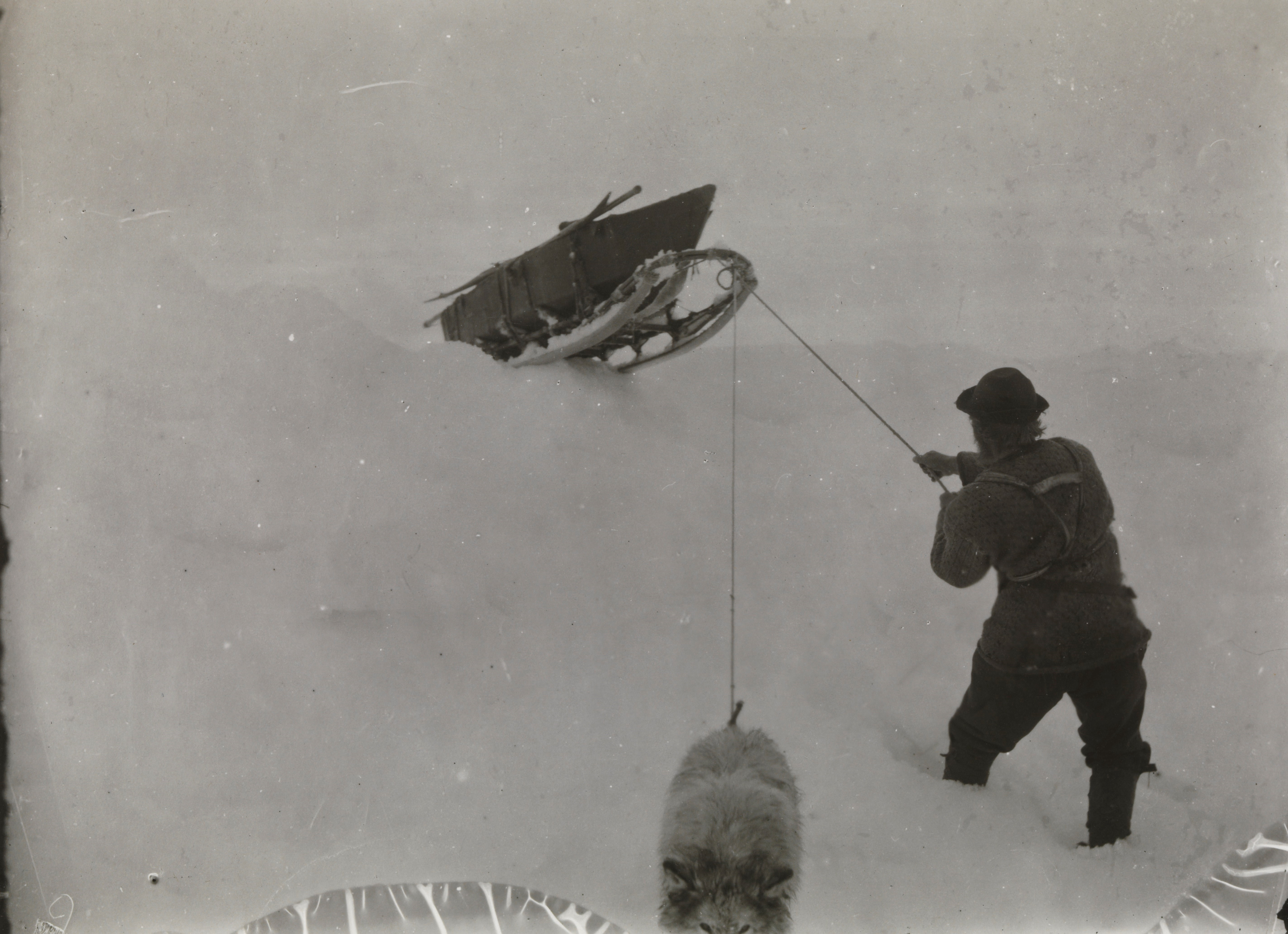
Юхансен и пёс Сугген преодолевают гряду торосов

После достижения 85º30’ с. ш. произошёл один из самых непонятных эпизодов санной экспедиции с точки зрения взаимоотношений Нансена и Юхансена. Ялмар провалился сквозь поле молодого льда и промок; на тридцатиградусном морозе одежда быстро покрылась ледяной коркой. Нансен в это время разведывал дорогу и нашёл подходящее ледовое поле. Когда Юхансен попросил разбить лагерь, чтобы он мог переодеться и согреться в спальном мешке, Нансен обозвал его «бабой», и Ялмару пришлось следовать за начальником. До этого они общались в профессионально-нейтральном тоне; дневники обоих вообще не позволяют судить о тематике бесед Фритьофа и Ялмара. Когда они, наконец, расположились на ночёвку, оказалось, что за время сна ледовое поле отнесло на юг дальше, чем полярники прошли на север накануне. Дневник Нансена полон тяжёлых раздумий: каждый градус северной широты в то время был рекордом мирового значения, при этом он не мог позволить, чтобы «Фрам» прошёл севернее, чем начальник экспедиции, покинувший свой корабль. Качество ездовых собак оказалось скверным, Фритьоф жалел, что отказался от партии животных с Оленёка. До ближайшей суши — мыса Флигели — по карте было в три раза большее расстояние, чем полярники успели пройти. Ялмар в ночь на 7 апреля 1895 года записал: «Нансен сказал, что больше не хочет идти дальше». На 24-й день похода норвежцы дошли до точки 86°14' с. ш., намного превысив достижения английских экспедиций. Обратный путь оказался более ровным, температура постепенно повышалась, улучшив самочувствие лыжников. Однако настроение Нансена не изменилось, и Ялмар жаловался в дневнике на его «невыносимый эгоцентризм». Во время маршей Фритьоф вообще не интересовался, как Юхансен справляется со своими двумя нартами. Вдобавок направление дрейфа льда сменилось на северное, что сильно сдерживало норвежцев. Полярники настолько измучились, что в ночь на 12 апреля Нансен и Юхансен от усталости забыли завести свои хронометры, и они остановились. Первым это заметил Юхансен. Положение было серьёзным, поскольку не позволяло определить свои географические координаты на дрейфующем льду. Нансен потратил целые сутки на вычисления, но с тех пор фактор неопределённости постоянно сопровождал полярников.
В начале мая путешественники бросили одни нарты, в упряжке оставались восемь собак. Нансену пришлось зарезать Квик — суку, взятую им из Норвегии, мясо которой обеспечивало семерых оставшихся псов в течение трёх суток. 15 мая Юхансен отпраздновал свой 27-й день рождения и писал в дневнике, что тоскует о Хильде и жалеет, что пустился в этот путь. К началу таяния льдов — к середине июня — Нансен и Юхансен так не увидели земли и опасались, что миновали Землю Франца-Иосифа с запада. Удалось убить единственного за всю экспедицию тюленя-лахтака, из крови которого приготовили оладьи и суп как лекарство от цинги. Далее на месяц двое людей и трое оставшихся собак были блокированы сплошными полями тающих торосов, окрестив это место «Лагерем томления» («Lengselens leir»). Юхансен необычайно высоко отзывался в дневнике о навыках Нансена по выживанию, почерпнутых у эскимосов, например, как он сделал жировую лампу после исчерпания запасов керосина. Температура иногда превышала нулевую, спать приходилось в мокрых спальных мешках, подложив под себя лыжи. Нансен и Юхансен бросили бо́льшую часть снаряжения и обрубили трёхметровые нарты, сделав их пригодными для волочения одним человеком. 22 июля удалось двинуться дальше, и 24 июля показалась земля, отождествить которую так и не удалось.

### Зимовка на Земле Франца-Иосифа

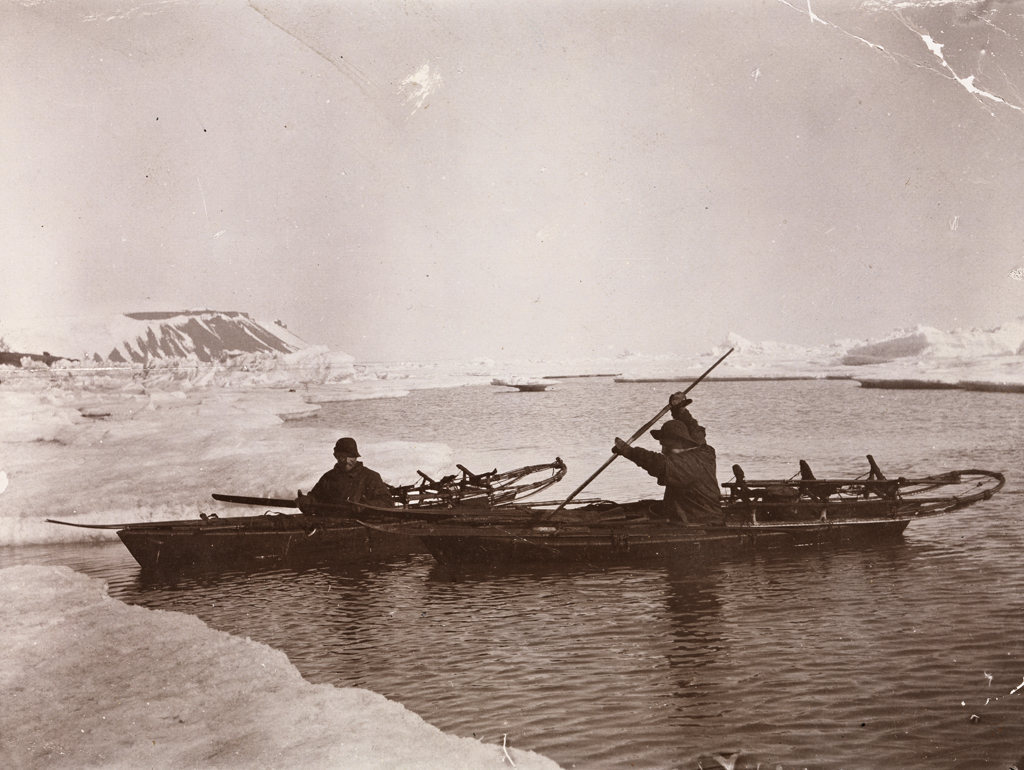
Нансен и Юхансен пересекают разводье на каяках

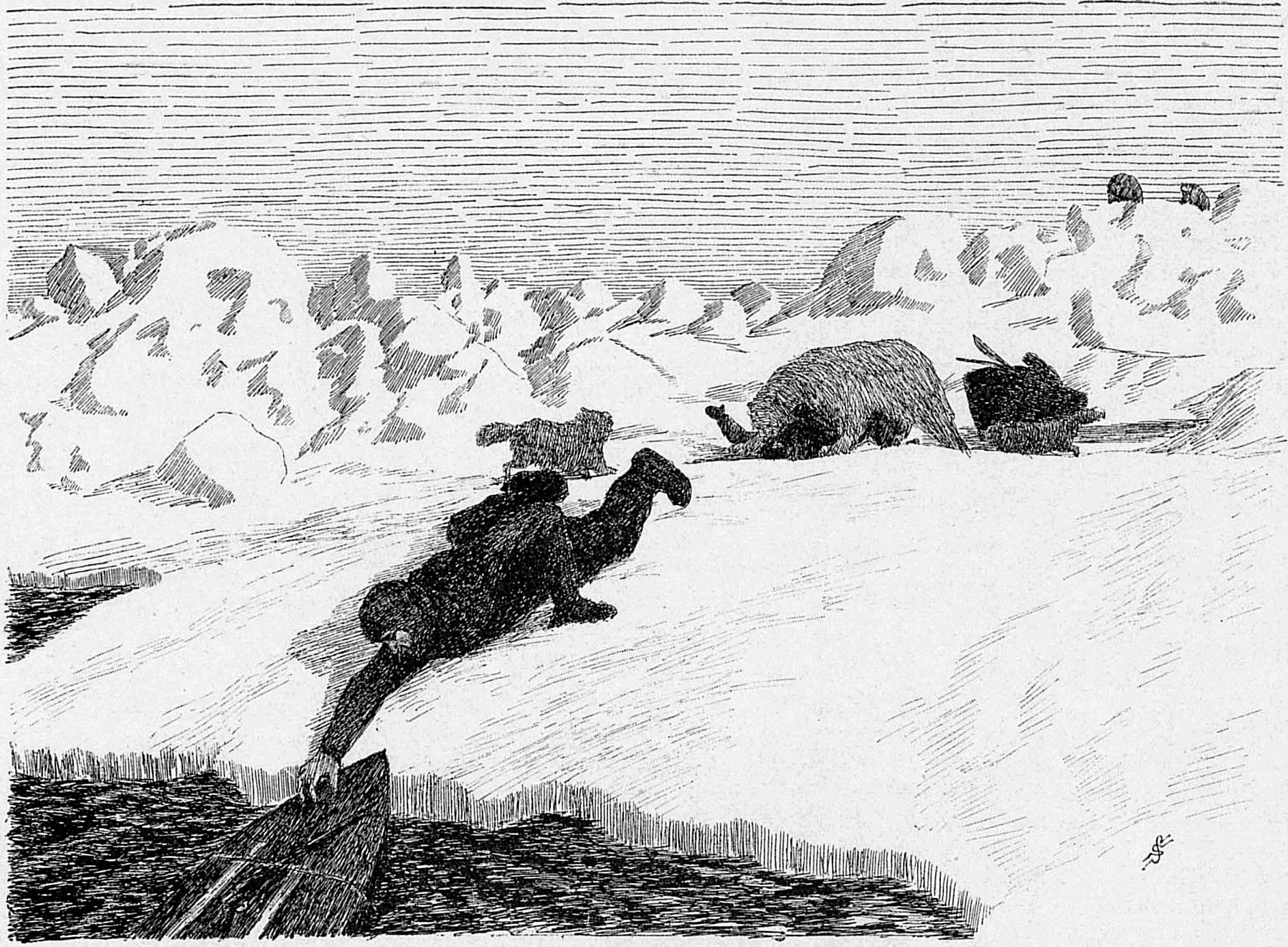
Эпизод с нападением медведицы. Нансен тянется к каяку за винтовкой. Иллюстрация из книги Юхансена «Сам-друг под 86°14' с. ш.»

Перед долгожданной целью Нансена вдруг поразил прострел — он едва мог передвигаться самостоятельно. Оставаться на месте было нельзя, приходилось пробираться по льдинам и разводьям на санях и каяках при штормовых ветрах и непредсказуемых течениях. Болезнь Нансена полностью изменила отношения норвежцев: эгоист-начальник осознал, насколько зависим от своего напарника (Юхансену приходилось помогать ему одеваться и обуваться), они стали по-настоящему равны. Ялмар в дневнике восхищался тем, что Фритьоф двигался вперёд, невзирая на боль. Благодаря железной воле, тот восстановил работоспособность за три дня. 5 августа случился самый опасный эпизод за всю экспедицию: медведица набросилась на Юхансена со спины. Он сказал Нансену: «Вы должны поторопиться, если не хотите опоздать». Медведица собиралась откусить Юхансену голову, но ему удалось схватить её за горло и какое-то время отбиваться. Воспользовавшись секундным отвлечением медведицы на атаки собак, Ялмар быстро выскользнул из под неё, после чего зверя застрелил Нансен. Юхансен отделался царапиной на лице и несерьёзным ранением руки. Охотники в тот день ели парное мясо сырым. Александр Вистинг в своей книге утверждал, что навряд ли Ялмар был так спокоен, как это описывал он сам и Нансен. 7 августа, дойдя до открытой воды и планируя дальше передвигаться в основном на каяках, полярники решили прикончить двух последних собак: Кайфаса и Суггена. Зимовщики сильно привязались к ним, поэтому пожертвовали по патрону: Юхансен застрелил за торосом пса Нансена, а тот — собаку Ялмара.
Карта Пайера, которая была у Нансена, ничем не могла помочь норвежцам. Поскольку стремительно надвигалась зима — с конца августа начались снегопады и падение температур, путешественники приняли решение перезимовать на месте. 7 сентября начали постройку «хижины». Возможности позволяли возвести тесную и тёмную берлогу 10 × 6 футов (3 × 1,8 м) из моренных камней, перекрытую плавниковым бревном и моржовыми шкурами. Моржовая лопатка на лыжной палке служила лопатой и мотыгой, а моржовый клык — киркой. Вход оснастили туннелем из снега и льда, перекрытым медвежьей шкурой. В центральной части хижины Нансен едва мог выпрямиться в полный рост. Помимо строительства, пришлось заготавливать медведей и моржей на всю зиму. Тяжелее всего оказалось свежевать моржей из-за того, что у них очень толстая шкура, при разделке ворвань пропитала всю одежду. Новоселье прошло 28 сентября безо всяких церемоний. Нансен писал, что они попытались сшить себе отдельные спальные мешки из медвежьих шкур, но поскольку в помещении поддерживалась температура около точки замерзания воды (над очагом; над постелью Юхансен измерил температуру −7 °C), промёрзнув одну ночь, зимовщики вернулись к двойному мешку. В сентябре — октябре ни Нансен, ни Юхансен не вели дневников, занятые подготовкой к зиме; записи возобновились во время полярной ночи. Полярники беспокоились о своём психическом здоровье, поскольку в интеллектуальном и эмоциональном отношении между Нансеном и Юхансеном не существовало почти никаких точек пересечения. Юхансен иронически именовал их жилище «дворцом» (норв. palass): оно укрывало от постоянных штормовых ветров и позволяло спать, вытянувшись в полный рост. Очевидно, Нансен и Юхансен не ссорились, хотя Ялмар храпел, на что Фритьоф жаловался в дневнике. В дневниках много описаний жизни «полярных Робинзонов»: грязная, пропитанная жиром и копотью, одежда липла к телу, приготовление пищи вызывало таяние инея на стенах, вода капала с потолка и текла ручьями со стен; в тёмной хижине стоял отвратительный запах. Нансен и Юхансен не брились и не стриглись, считая, что длинные волосы дополнительно согревают. Из-за сырости любая рана не заживала неделями; Нансен использовал для дезинфекции медвежью кровь и мох. Одежду попытались постирать эскимосским способом — в моче, но безрезультатно. Лучшим вариантом оказалось прокипятить нижнее бельё в котле и соскоблить сало ножом, а затем надеть, вывернув наизнанку.

Зимовка Нансена и Юхансена
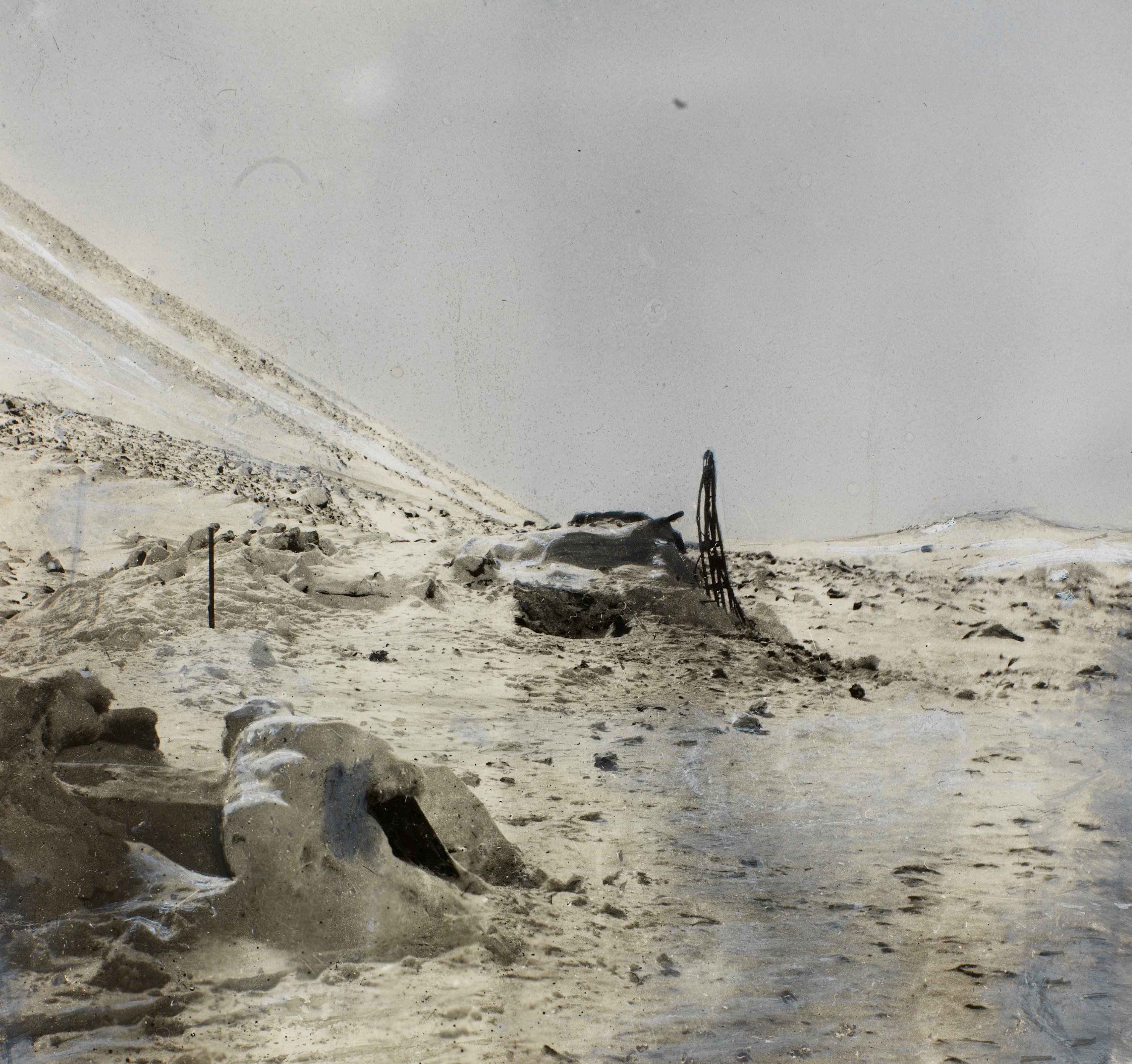
Зимняя хижина (фото в лунном свете)
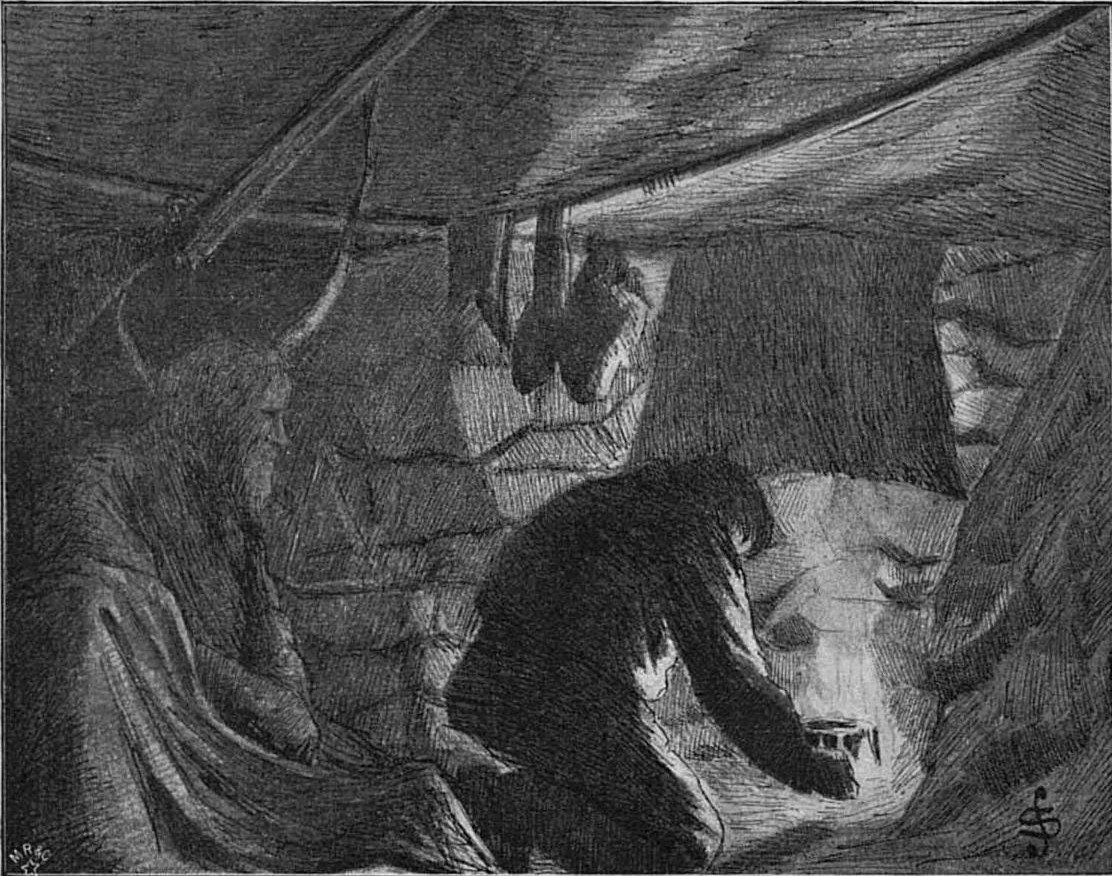
Внутренний вид хижины (из отчёта Юхансена)
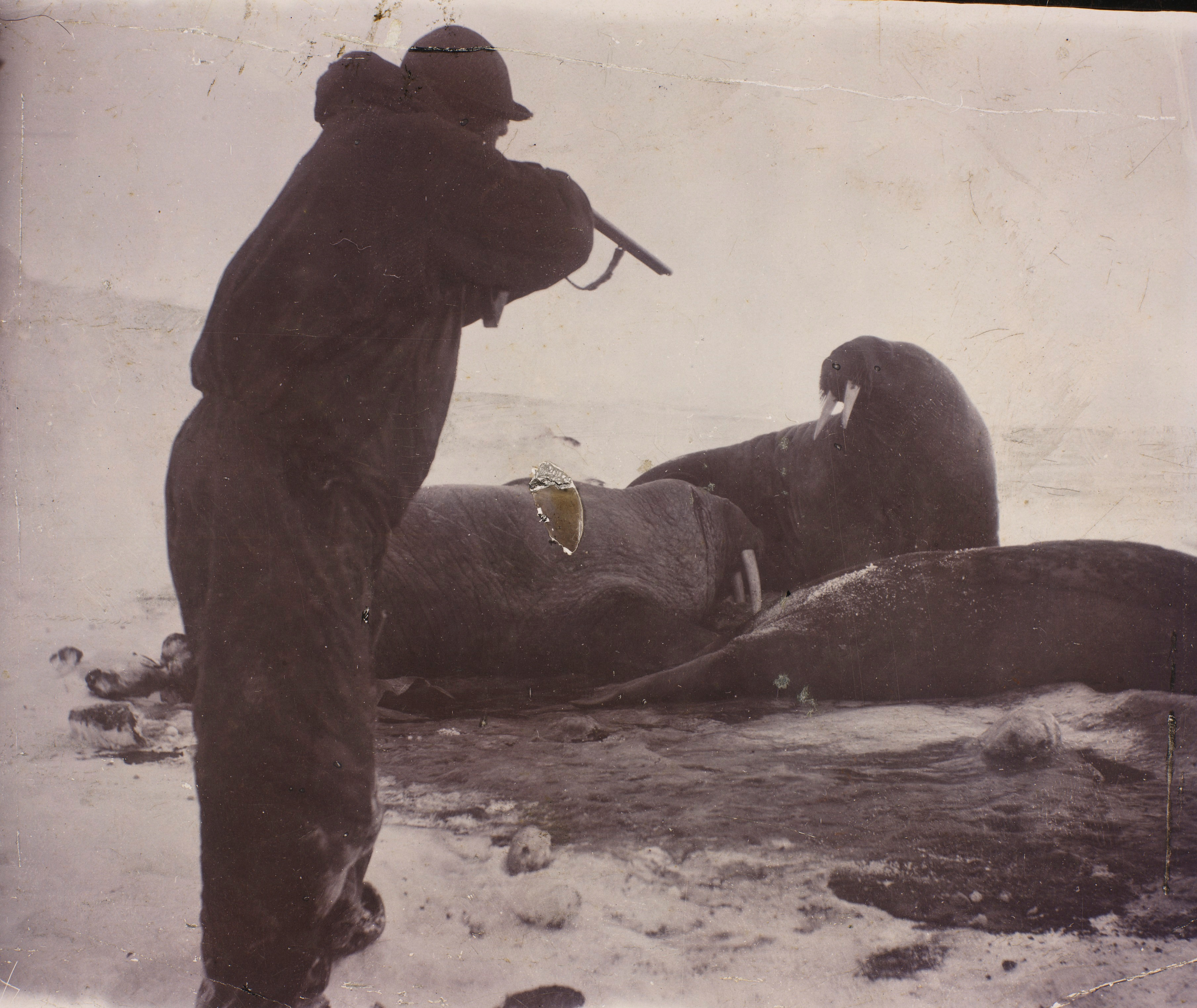
Юхансен стреляет в моржа
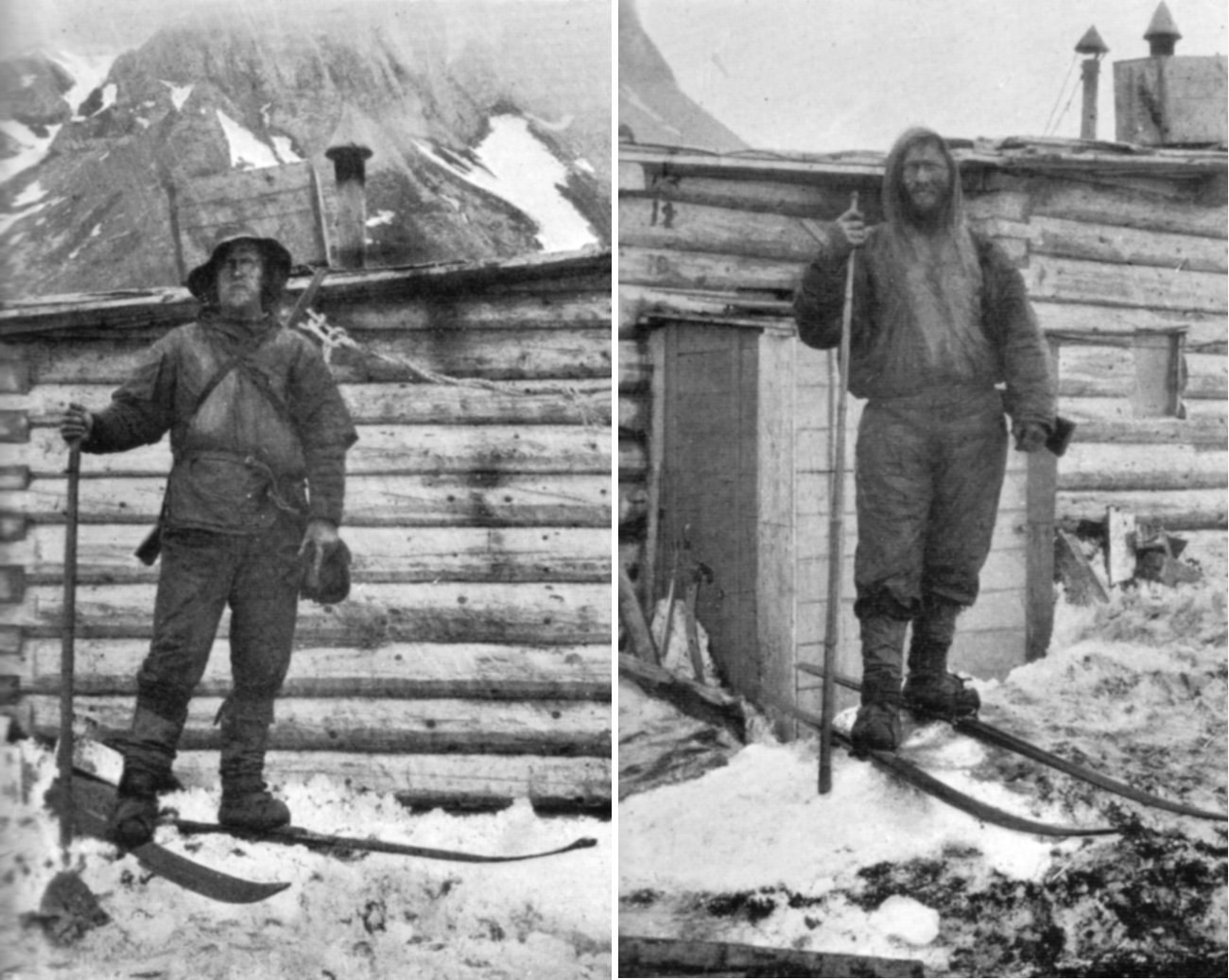
Нансен и Юхансен у дома Джексона 17 июня 1896 года

Рождество зимовщики отпраздновали, приготовив обед из специально припасённого мяса медвежонка и сварив суп Knorr из остатков санного рациона, а также взяв оттуда же хлеб и шоколад. В канун Нового года Нансен предложил перейти на «ты», что вызвало отдельную запись в дневнике Юхансена. До этого они поддерживали формальную субординацию. Нансен даже поделился планами устроить экспедицию к Южному полюсу после возвращения. К марту стали заканчиваться припасы, но вскоре появились медведи. Ограниченность ресурсов для охоты привела к тому, что выступить в дальнейший путь удалось только 19 мая 1896 года. 12 июня зимовщики подверглись серьёзной угрозе, когда ветром отогнало от кромки льда связанные каяки со всем имуществом. Нансен, не колеблясь, бросился в ледяную воду, добрался до судёнышек и выгреб к берегу. Юхансен помог ему переодеться и завернул в спальный мешок, здоровье начальника не пострадало. Через три дня на Нансена напал морж во время перехода через пролив, распорол ему борт каяка, промочив всё имущество. Наконец, 17 июня норвежцам показалось, что они слышат собачий лай. Нансен отправился на разведку и вышел на базу английской экспедиции Джексона.

### Возвращение

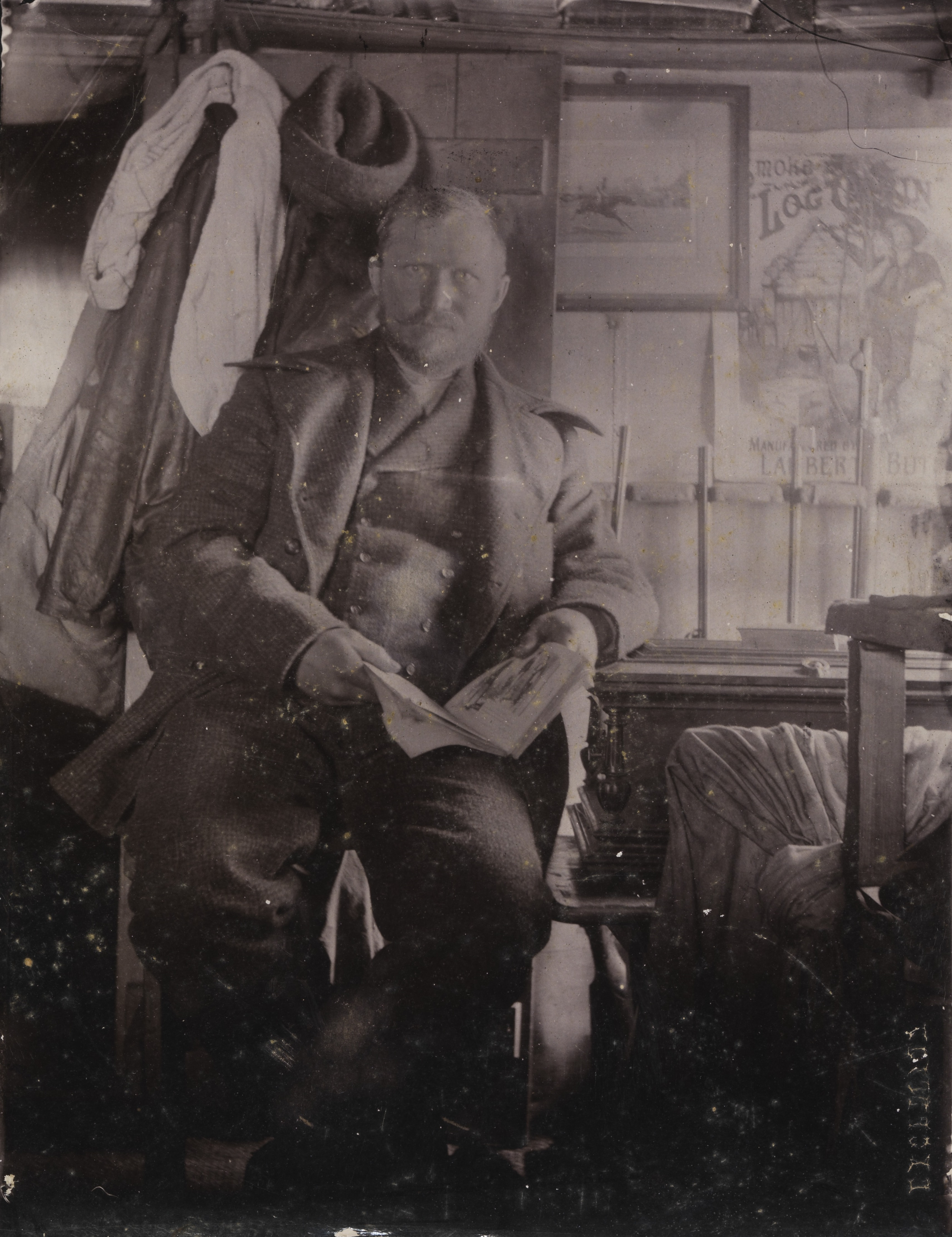
Юхансен на базе Джексона летом 1896 года

Оставшись один, Ялмар поставил над палаткой норвежский флаг как ориентир. Джексон отправил для сопровождения Юхансена разнорабочего Чайлда, с которым Ялмар не мог общаться, ибо, кроме норвежского, владел французским и немецким языками, но не английским. По-немецки говорил врач экспедиции Кётлиц, который вскоре подошёл вместе с астрономом Армитеджем и переводил слова норвежца. Армитедж дал Ялмару трубку с табаком и стакан портвейна, англичане не позволили своему гостю самому тащить нарты и каяки. Далее прошла санобработка: впервые за полтора года полярники приняли ванну и переоделись в свежую одежду, выданную Джексоном. Здесь же впервые норвежцы смогли определиться со своим местоположением — они вышли к мысу Флора, а Нансен, настраивая часы в апреле 1895 года, ошибся на 26 минут. Главной ошибкой его стало доверие несовершенным картам Пайера и Ли Смита. Юхансену, однако, не нравилось то, что Нансен вернулся к прежнему формальному обращению. Ялмар писал в дневнике, что когда Кётлиц жаловался ему на деспотизм Джексона («самодержца, намного хуже русского царя»), он не стал рассказывать о стиле руководства Нансена. Юхансен свидетельствовал, что Нансен и с англичанами общался «с той же снисходительной улыбкой, которую все мы на борту „Фрама“ так хорошо знали».

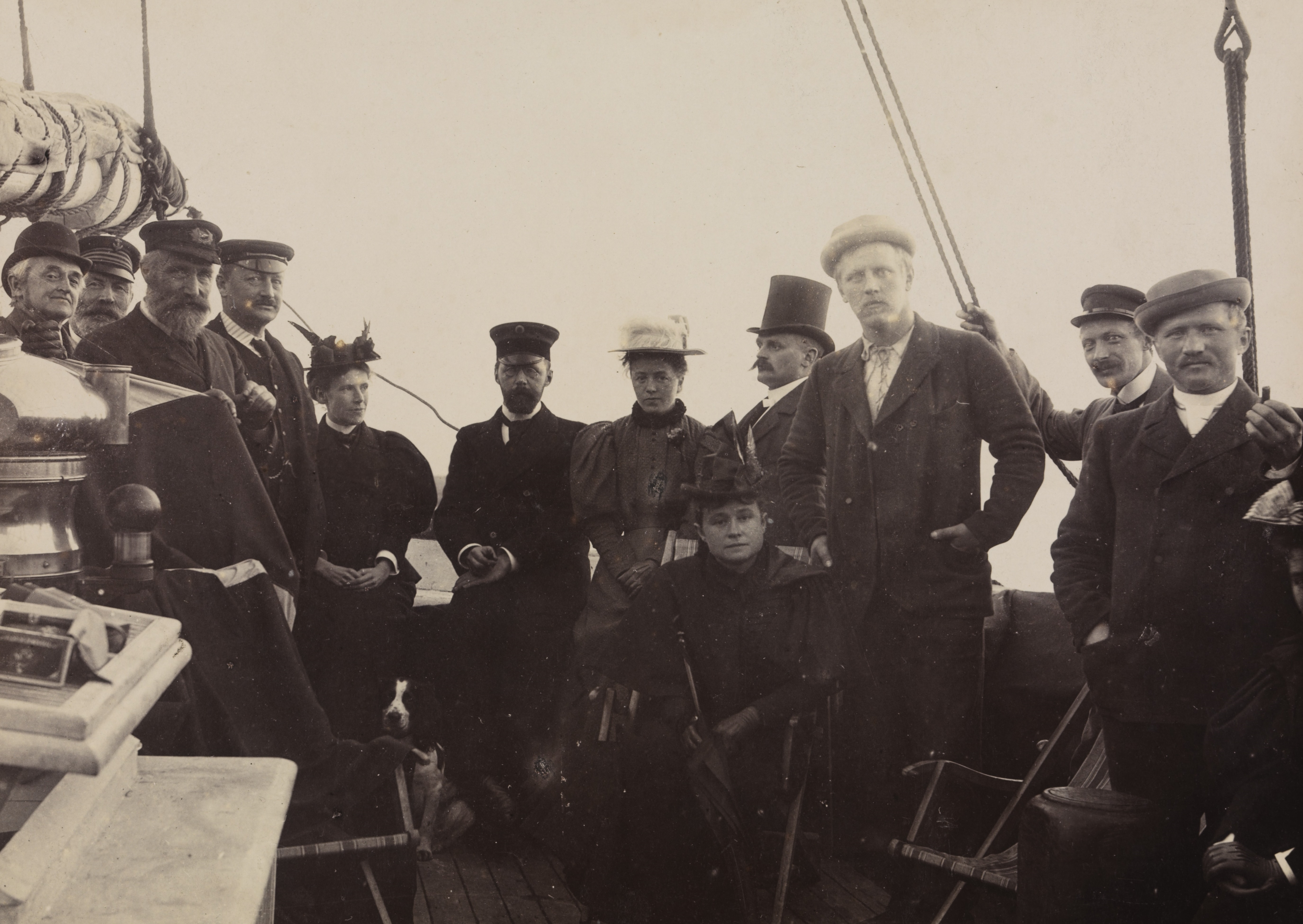
Нансен с женой, Юхансен (справа) и сэр Баден-Пауэлл, Джордж на борту яхты «Отария»

Судно снабжения «Windward» прибыло на мыс Флора 26 июля 1896 года, вышло в море 7 августа и спустя пять дней доставило норвежцев в Вардё. О судьбе «Фрама» ничего не было известно, но Нансен телеграфировал премьер-министру Хагерупу, что ожидает его в этом же году. Юхансен отправил длинное письмо матери и короткое — приятелю Самуэлю Йоргенсену, где писал, что не отказался бы вновь пойти в экспедицию. Написал он и секретарю суда Шиена, который когда-то был его непосредственным начальником. 20 августа пришла телеграмма Свердрупа из Шервёя, а на следующий день команда воссоединилась в Тромсё. Юхансен узнал, что за три года его отсутствия скончалась его сестра Тилла; мать — Марен — сообщила о возвращении Ялмара Хильде. Случайно в Шиене тогда остановился и Колин Арчер, которому Хильда поведала о прибытии «Фрама». В Шиене новости вызвали ажиотаж, экспедиции и Юхансену посвящались первые полосы местных газет, а клуб «Odd» взял на себя инициативу торжественной встречи. Сам Ялмар вместе с Нансеном гостил на яхте «Отария» сэра Джорджа Баден-Пауэлла — брата основателя скаутского движения. 8 сентября «Фрам» прибыл в Ларвик, куда специально доставили мать Юхансена. 9 сентября состоялся торжественный въезд в Кристианию. Юхансен чувствовал недомогание сразу после прибытия в Норвегию, вдобавок летняя погода казалась ему невыносимо жаркой; на яхте он спал в открытой шлюпке, а в Бергене простудился. 16 сентября Юхансен вернулся на малую родину, где к тому времени приготовили торжественный приём, на котором присутствовали до 6000 человек. Хильда Эврум первая приветствовала его на причале и вручила букет цветов от имени женской организации. 19 октября 1896 года Ялмар Юхансен попросил руки Хильды у её отца Педера Эврума. Для учителя-пиетиста спортсмен являлся не лучшей кандидатурой, но Педер вынужденно согласился. На следующий день в шиенской прессе было объявлено об официальной помолвке.
Грядущая женитьба требовала финансовой обеспеченности. Не сумев добиться достойного места работы (Юхансен служил учителем гимнастики), в феврале 1897 года Ялмар письмом попросил у Нансена взаймы «до лучших времён» 500 крон. Брат-адвокат Александр Нансен перечислил в Шиен сумму полугодового жалованья Юхансена за участие в экспедиции и озаботился поиском работы. Вскоре пришло приглашение от Датского географического общества, которое желало видеть, кроме Нансена, и его спутника по походу на полюс. В апреле Ялмар и Хильда отправились в Копенгаген, где приняли немало почестей, имевших и материальное измерение. Географическое общество вручило Юхансену памятную медаль из серебра, инкрустированную рубинами, изумрудами и бриллиантом. После выхода книги Нансена «„Фрам“ в Полярном море» Фритьоф отправил экземпляр в Шиен, сопроводив его личным по духу письмом. Ялмар решил поправить финансовое благополучие изданием собственной книги, канва которой следовала нансеновской. Рукопись была готова на Рождество 1897 года и озаглавлена «Сам-друг под 86° 14' с. ш.». Стиль и содержание её хвалили самые разные люди, включая капитана Свердрупа; корректуру держала Хильда. После публикации вышло немало тёплых рецензий. Книга была написана просто, адресуясь широким слоям грамотных читателей. Почти сразу пошли договоры на издание немецкого, английского, русского и итальянского переводов. Достойными оказались и гонорары. Летом 1898 года король Оскар II подписал офицерский патент, согласно которому младший лейтенант запаса Юхансен переводился на действительную службу в звании премьер-лейтенанта с выслугой от 1894 года, что позволяло быстро получить капитанское звание. Местом его службы стал Тромсё.

## Военная служба (1899—1907)

Супруги Ялмар и Хильда Юхансены

После получения капитанского звания Ялмар Юхансен и Хильда Эврум летом 1898 года вступили в брак. Перед отправлением в Тромсё супруги неделю гостили у Нансена в Люсакере, Хильда писала родителям, что познакомилась с председателем стортинга, университетской профессурой и другими влиятельными людьми. В Кристиании родился первенец Хильды и Ялмара — сын Трюгве; далее Юхансену пришлось отправиться к месту службы. Хильда перебралась к нему только в декабре 1900 года. Внешне всё выглядело благополучно: Ялмар купил фотоаппарат, чтобы фиксировать для супруги свою жизнь, книга хорошо продавалась, позволяя жить на два дома. К 1901 году у супругов родилось уже двое детей: кроме Трюгве, дочь Марит. В Тромсё они снимали квартиру на первом этаже; средств хватало на прислугу и гувернантку. По мнению А. Вистинга, Юхансен так и не сумел наладить повседневного общения с Хильдой, ибо, хотя знал её больше половины жизни, начал жить с ней одним домом только в 33-летнем возрасте. Вдобавок Юхансен чувствовал себя комфортно, находясь в полевых лагерях и командуя солдатами, а в 1901 году его перевели на канцелярскую должность. Привыкнув к экстремальным испытаниям во время спортивных состязаний, экспедиции Нансена и военных учений, Ялмар не сумел приспособиться к повседневности. Психолог Карл Северин Альбретсен предположил, что по складу личности Юхансен был ярко выраженным «ведомым», которому требовались внешнее целеполагание и руководство. В свою очередь, Хильда очень рано эмансипировалась, отвечала за свою жизнь и привыкла к финансовой независимости; но, видимо, не понимала особенностей характера своего мужа, хотя, судя по переписке, испытывала к нему искренние чувства. Оба они совершенно не вписывались в консервативное и снобистское офицерское общество, где от мужчины и женщины ожидалось соблюдение определённых гендерных стереотипов, а также образа жизни, в котором попойки и азартные игры занимали немалое место. Вдобавок Юхансен не окончил офицерского училища и получил чин без ценза выслуги, что вызывало зависть. Начальство отказало в повышении жалованья, а на прошение о переводе в Южную Норвегию предложило лейтенантскую должность. Осенью 1901 года Юхансен жаловался на физические недуги, подозревая у себя подагру, и стал больше выпивать. Постепенно у него начались запои, во время которых он избивал беременную Хильду. Он мог облить её водой и выгнать на улицу ночью, однажды запустил в жену керосиновой лампой. Рожать Хильда уехала в родительский дом в Шиене. 3 ноября 1901 года появился на свет Ялмар-младший. Накануне Рождества фру Юхансен вернулась в Тромсё, где, казалось, наступило благополучие. На сохранившейся семейной фотографии Хильда улыбается с дочерью Марит на коленях, одета в богатое платье, а Ялмар в мундире склонялся к Трюгве. На новый 1902 год, однако, Юхансен попросил у Нансена ещё 800 крон взаймы; Фритьоф подписал приложенный переводной чек, хотя и проявлял недовольство. Александр Нансен предлагал больше не отвечать на подобные просьбы. В апреле 1902 года Юхансен попросил взаймы ещё раз, но при этом подробно разъяснил своё положение. Бо́льшую часть гонорара за участие в экспедиции и за книгу он вложил в акции и ценные бумаги, одолжил зятю Ларсу Рёду тысячу крон и вложил неопределённую сумму в отцовскую ферму в Шиене. Хотя он устроился учителем физкультуры в латинской гимназии Тромсё, годовой доход (включая капитанское жалованье) составлял 3500 крон в год, чего не хватало на поддержание офицерского образа жизни. Нансен в честь своего новоселья прислал 1500 крон.

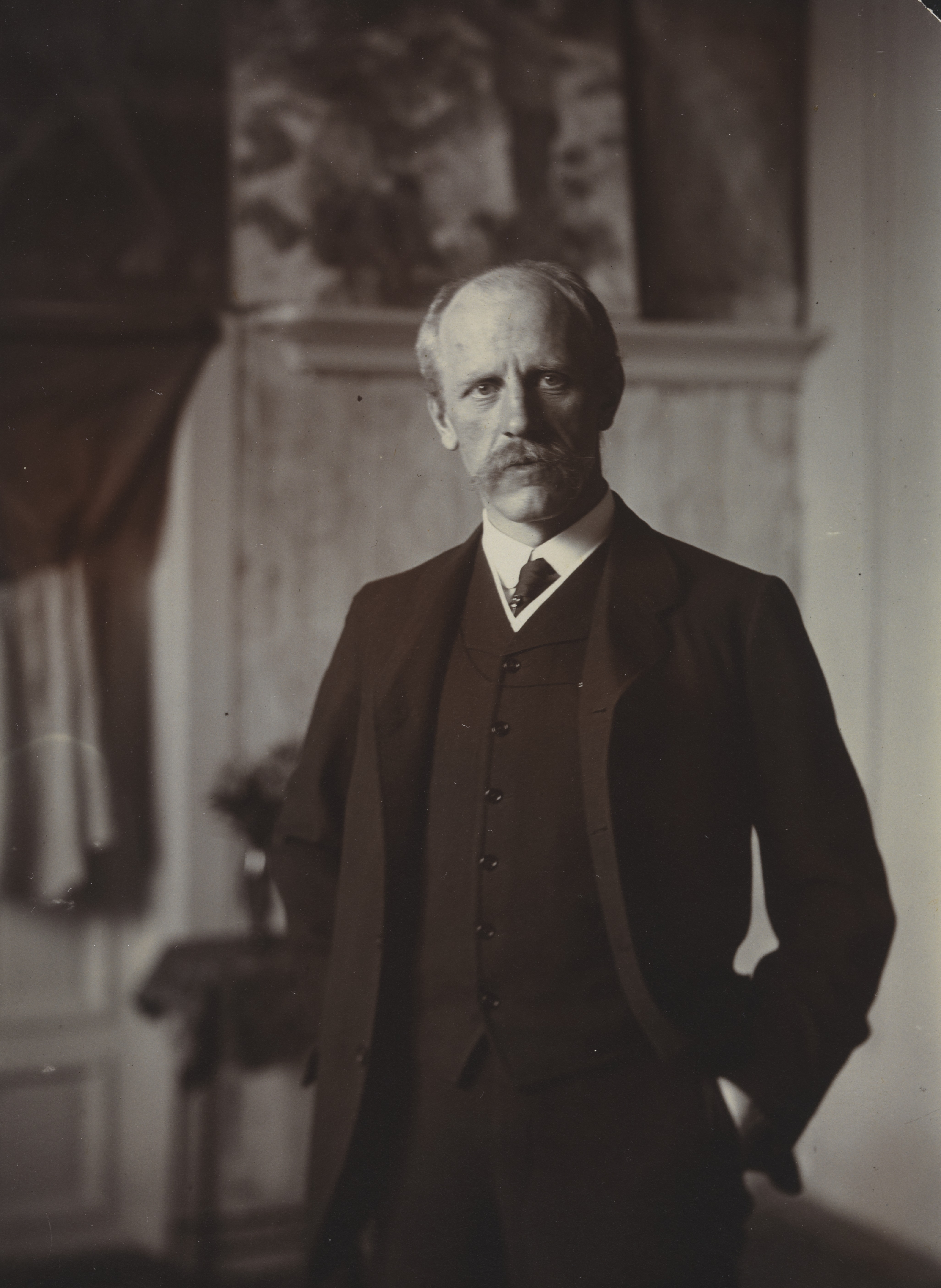
Фритьоф Нансен в 1908 году

В сентябре 1902 года Юхансен был переведён в Люнген, альтернативой оставалось только увольнение с военной службы. Отношения с Хильдой улучшились, поскольку лето Ялмар провёл в полевых лагерях и не пил. Хильда и Трюгве даже навестили его во время учений. Однако осенью запои и избиения возобновились, что привело к выкидышу. Александр Вистинг утверждал, что переписка Юхансена демонстрирует полное непонимание им реальности, хотя он чувствовал вину перед Хильдой. Нансену он писал, что подал заявку на 1903 год в США, читать лекции об экспедиции на «Фраме», ему казалось, что смена обстановки всё изменит. Нансен предостерёг, что без свободного владения английским языком делать в Америке нечего, вдобавок Роберт Пири считал, что монополизировал область Северного полюса. Нансен советовал хорошо подумать и прислал новый чек. Зимой Юхансен ударился в очередной запой. Хильда забеременела в пятый раз и попросила Ялмара переехать; её поддержал квартирный хозяин Ганс Христиан Юханнесен. В октябре 1903 году родился их младший сын Пер, после чего Хильда отправилась к полковому врачу Ингельструду. Врач сказал, что опасается, что капитан Юхансен может нанести ущерб жене и детям, и в конечном счёте это скажется на репутации полка. Поскольку Хильда привыкла зарабатывать самостоятельно, она приняла решение забрать детей и покинуть мужа, о чём также сообщила полицмейстеру Скору. В конце марта 1904 года Хильда и четверо детей покинули Тромсё на пароходе. После возвращения в Шиен она подала заявление на развод.
Расставание с женой сильно повредило репутации Юхансена в полку и в городе. Он продолжал пить и вновь просил Нансена о займе. Долг рос, Ялмар не мог выплачивать Хильде алименты. Далее он взял бессрочный отпуск без содержания и попытался вернуться в Шиен и примириться с женой. В перспективе он рассчитывал на должность учителя физкультуры в Кристиании или участие в очередной экспедиции. Педер Эврум не хотел, чтобы зять находился рядом; суд постановил расторгнуть брак в течение года. В результате Ялмар сорвался в запой, вновь избил Хильду, рассёк ей лоб. Все родные Хильды категорически запретили ей видеться с мужем. Ялмару отказали в месте учителя из-за слишком малого педагогического стажа, а попытка провести лекции в Восточной Норвегии сорвалась: не собралось достаточно зрителей. Хильда в очередной раз отправила документы о жестоком обращении в суд. После смерти в 1907 году её матери Юхансен вновь приехал в Шиен в надежде восстановить отношения. Судя по дневникам и переписке, по натуре он был однолюбом, никогда не пытался искать общества других женщин, но при этом оказывался не в состоянии переменить своё поведение. Офицерское собрание негласно приказало ему подать в отставку. Нансен, который стал послом независимой Норвегии в Лондоне, узнал подробности истории Юхансена от полицмейстера Тромсё, а вскоре и Ялмар в очередной раз попросил денег. Нансен категорически отказался погасить долги товарища, но отправил полицмейстеру Скору поручение и сумму на открытие фонда, из которого должны были оплачиваться жильё и пропитание Юхансена, из расчёта 50 крон в месяц, но с условием, чтобы он не получал денег на руки. Также Фритьоф писал одному из коллег, что сомневается в пригодности Ялмара для полярной экспедиции.

## Шпицберген (1907—1909)
В 1907 году в Тромсё прибыл немецкий журналист Теодор Лернер, который искал команду для собственной экспедиции на Шпицберген. Хотя Лернер знал о репутации Юхансена, но счёл, что его профессиональные навыки гораздо важнее в условиях арктической изоляции. Однако бывшего капитана инфантерии «перехватил» шотландец-биолог Уильям Спирс Брюс, который общался с Юхансеном ещё на мысе Флора в 1896 году. Брюс работал в составе экспедиции князя Монакского. Проведя с ним лето 1907 года в Лонгйире, Юхансен остался на зимовку в обществе Т. Лернера. В своём дневнике он писал, что худшего полярника, чем Теодор, не мог себе вообразить: тот отличался избыточным весом, крайне неуживчивым характером, и, вероятно, вообще не представлял себе тягот полярной ночи. В свою очередь, Лернер нуждался в товарище-профессионале, а имя Юхансена ещё не было забыто в Европе и могло способствовать тиражам высылаемых из Арктики репортажей. На зимовке на Богемском мысе они ссорились по любому поводу: например, Теодор никогда не отряхивал снега с обуви, заходя с улицы в дом. Тем не менее Юхансен в дневнике писал, что счастлив оказаться в полярной изоляции, «наедине с матерью-природой». Лернер в ноябре читал дневник своего товарища, но не сумел этого скрыть, что ещё более обострило отношения зимовщиков. После этого Юхансен носил книжку дневника постоянно при себе и делал записи, только выходя из хижины, при лунном свете. Лернер разочаровал Ялмара ещё и тем, что не мог подать примера лидерства, как Нансен. Для борьбы с депрессией полярной ночи Лернер стал принимать лекарства, в том числе таблетки белладонны. Вскоре он перешёл на морфин, порошок которого смешивал с трубочным табаком. В апреле 1898 года Лернер и Юхансен выступили в санный поход на поиски «Земли Гиллиса», во время которого страдали от голода и недостатка керосина, и разругались окончательно, вплоть до того, что разрезали напополам палатку. Гонорара за участие в этой экспедиции Юхансен так и не получил.
После разрыва с Т. Лернером Юхансен в 1908 году сразу же вошёл в состав партии норвежского геолога Адольфа Гуля. В отсутствие Ялмара Хильда, лишившись в 1907—1908 годах отца и матери, боролась за выживание с четырьмя малолетними детьми. Всё имущество Юхансена в Тромсё арестовали за долги, а сама Хильда вновь работала на телеграфе, но средств ей не хватало. Далее, пользуясь протекцией Нансена, она устроилась в шиенское отделение Банка Норвегии с жалованьем 1200 крон в год. Юхансен временно вернулся в Тромсё и написал Нансену, поведав о трудностях в общении с Лернером и осведомляясь, может ли рассчитывать на место в экспедиции Амундсена. Руаль Амундсен получил «Фрам», рассчитывая повторить дрейф в Ледовитом океане с достижением Северного полюса. В результате Нансен включил участие Юхансена в экспедиции в условия предоставления государственного финансирования ремонта «Фрама». Ялмар вновь оказался на борту этого корабля, а во время визита на судно королевской четы присутствовали и Хильда с детьми.

## Экспедиция Амундсена и конец жизни (1910—1913)

### Путь в Антарктиду

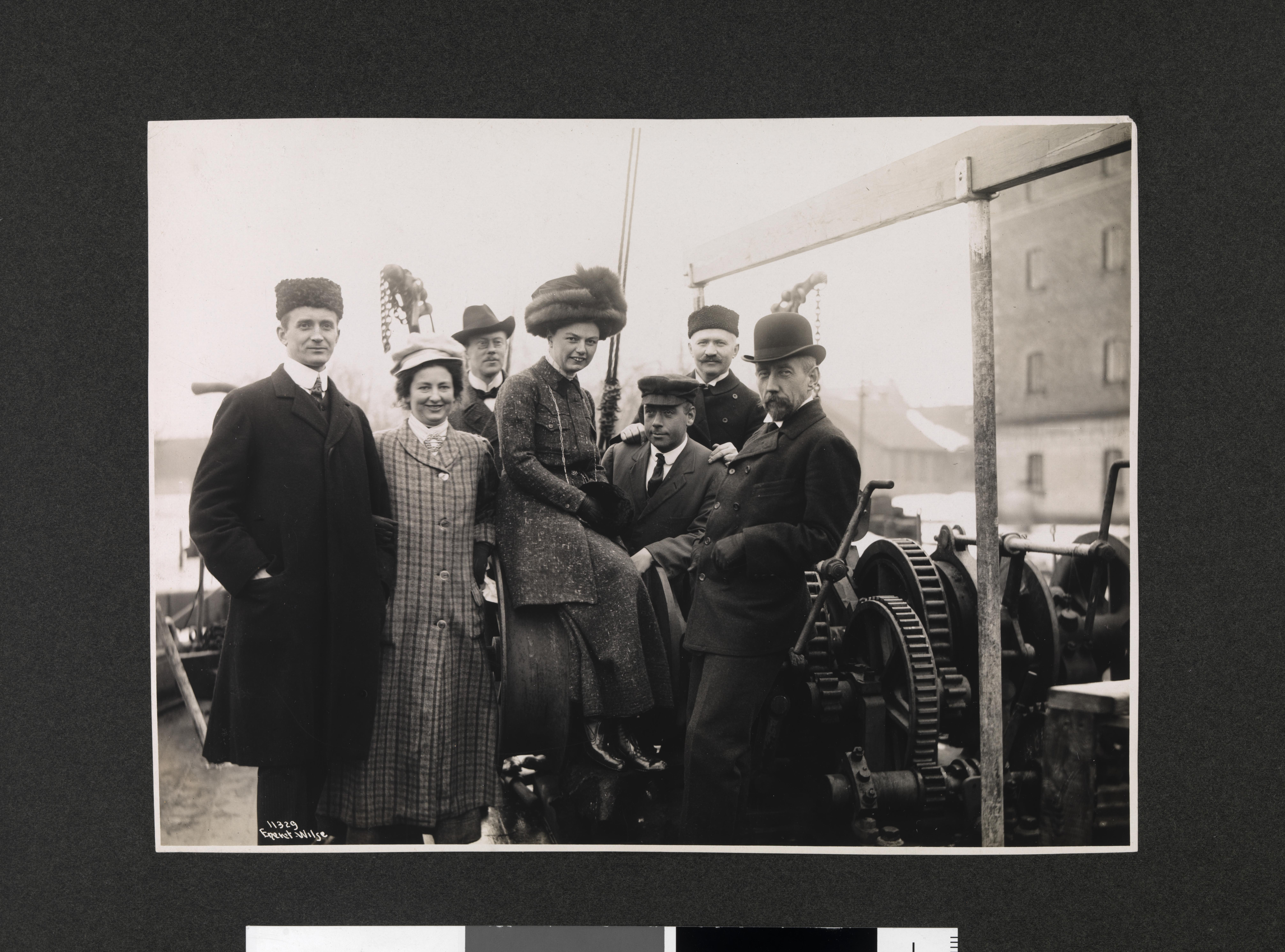
Юхансен и Амундсен (оба справа) на палубе «Фрама» перед отправлением из Норвегии в 1910 году

После согласия Амундсена Юхансен побывал у него дома в Буннефьорде, и новый начальник продемонстрировал ему доверие, обращался за советами. Ялмар на полученный аванс смог поселиться в отеле в Кристиании. План экспедиции был следующим: в летний сезон 1910 года «Фрам» отправлялся в океанографическое плавание в Северной Атлантике. После начала лета в Южном полушарии, погрузив собак и оборудование, экспедиция должна проследовать вокруг мыса Горн до Сан-Франциско, а затем на север до мыса Барроу на северной оконечности Аляски для начала трансполярного дрейфа.
9 августа 1910 года «Фрам» покинул Норвегию, имея на борту 19 человек и 97 эскимосских собак. В письме Нансену от 15 августа Юхансен благодарил его за всё и выражал удивление качеством и нравом ездовых животных. Амундсен до последнего момента держал подчинённых в неведении относительно истинных целей путешествия. После того как осенью 1909 года Фредерик Кук и Роберт Пири с разницей в неделю объявили о достижении ими Северного полюса, Руаль Амундсен в кратчайший срок развернул экспедицию для достижения Южного полюса. В неведении оставался даже Нансен. Из всех экспедиционеров лишь несколько человек знали о новой цели. Только во время остановки на Мадейре 9 сентября путешественники узнали, что им предстоит участвовать в гонке за покорение Южного полюса. Подробности Юхансен сообщал в письме Хильде. Характерной особенностью мышления Юхансена в новой экспедиции были постоянные сравнения с первым плаванием на «Фраме». В дневнике он писал:

15 августа. На борту царят военные порядки, действующие очень раздражающе. <…> Я… невольно сравниваю этот поход с первым плаванием «Фрама». Здесь слишком много формальностей, между нами нет спаянности, товарищества, не говоря уже о таком высоком чувстве, как дружба, которая совершенно необходима для такой серьёзной экспедиции. Конечно, со временем всё постепенно наладится.

Во время морского перехода Юхансену, как и другим, выделили группу собак, за которыми он должен был ухаживать. Ялмар много писал в дневнике, как выхаживал пса Ликета, который не принимал никакой пищи. Однажды Юхансен попробовал скормить псу его собственные фекалии, и неожиданно это дало эффект. Дни шли однообразно, в ноябре он забросил ведение записей. 1 декабря Амундсен объявил, кто из участников экспедиции останется в Антарктиде на зимовку и примет участие в походе на полюс. Оставшиеся на «Фраме» должны проследовать в Буэнос-Айрес и в январе 1912 года забрать береговую партию. Юхансен не сомневался, что войдёт в береговой отряд, как обладатель самого большого стажа полярного лыжника и каюра. Сделав записи в рождественский Сочельник, Юхансен на три недели забросил ведение дневника. Впрочем, из дневников остальных участников экспедиции известно, что на Рождество «Фрам» лёг в дрейф, носовую и кормовую кают-компании украсили и ярко осветили, Амундсен запускал граммофон, и все смогли принять ванны: горячая вода поступала из охлаждения дизельного двигателя.

### Зимовка и конфликт с Амундсеном

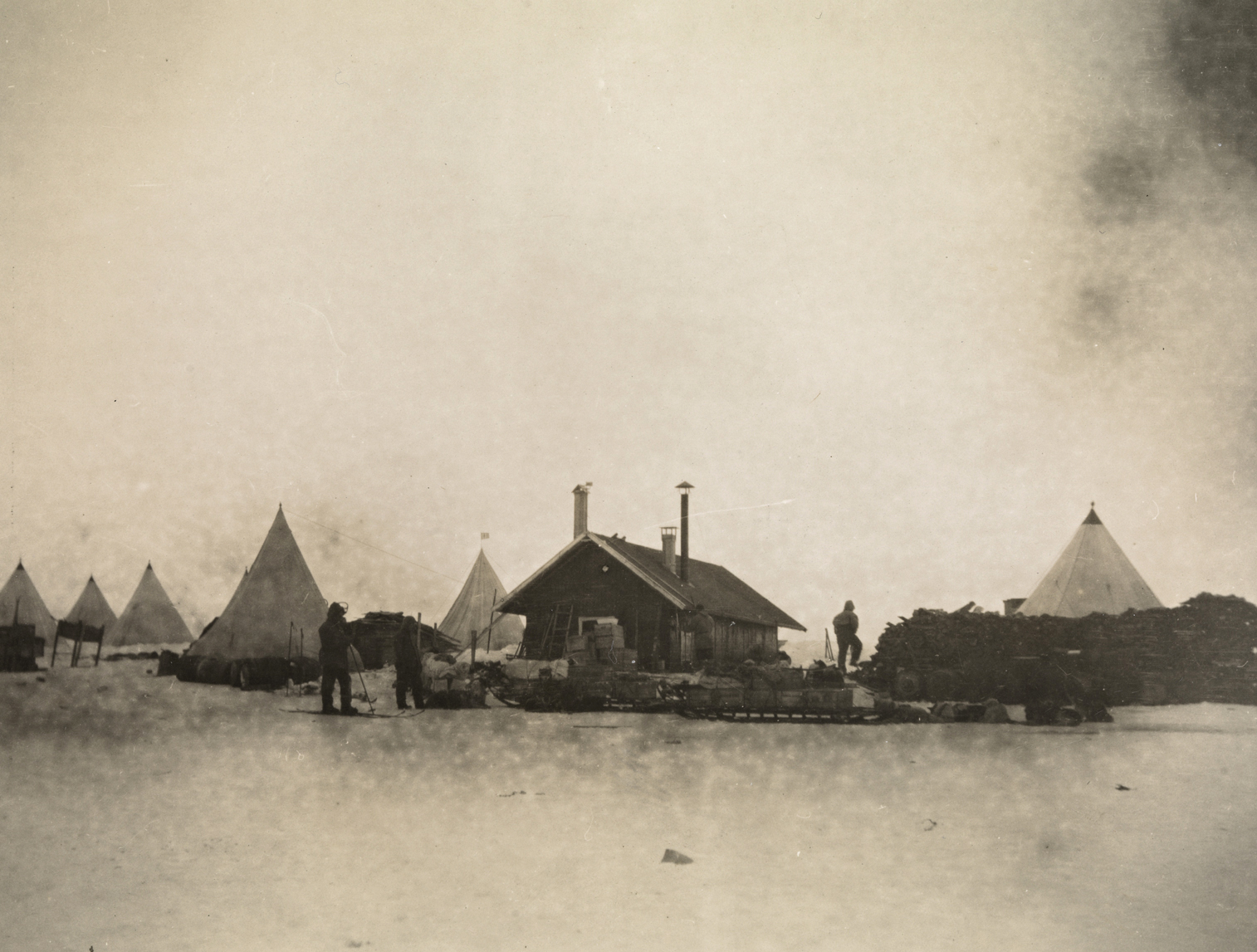
«Фрамхейм» после постройки

13 января 1911 года «Фрам» подошёл к ледяному барьеру Росса в Антарктиде. Высадка берегового отряда прошла 15 января, к тому времени собак естественным образом стало 116 голов (из них 10 сук). Норвежцы построили в 4 км от побережья базу «Фрамхейм», состоящую из деревянного дома площадью 32 м², а также многочисленных вспомогательных построек и складов, построенных из армейских палаток, снега и льда и углублённых в антарктический ледник. Перевозка строительных материалов проходила 15—16 января 1911 года (на ней было занято 80 собак, работающих в упряжке по 10 через день), под крышу дом подвели уже 21 января. Новоселье отпраздновали 28 января, перевезя более 900 ящиков с провиантом.
4 февраля Китовую бухту посетил лейтенант Кемпбелл на барке «Терра Нова». Командир Нильсен не стал встречать гостей, но «Фрам» посетили сам Кемпбелл и лейтенант Пеннелл. Позднее Кемпбелл, Пеннелл и доктор Левик по приглашению Амундсена посетили «Фрамхейм» и быстро снялись с места — доставить Скотту подробный отчёт. «Фрам» ушёл в Аргентину 15 февраля 1911 года. В период с февраля по апрель команда Амундсена успела совершить три разведочных похода на юг до 84° ю. ш. Норвежцы оборудовали промежуточные склады с более 1200 кг провианта и разметили трассу. В последнем осеннем походе, длившемся с 23 марта по 11 апреля, Юхансен руководил закладкой припасов, поскольку Амундсен получил некоторые травмы. В ледник заложили шесть тюленьих туш, ящики с припасами и канистры керосина. Полярная ночь на широте «Фрамхейма» началась 24 апреля и длилась до 21 августа.
Зимовка проходила в благоприятной обстановке. Зимовщики имели граммофон и набор пластинок, в основном классического репертуара. Для развлечения служили карты и дартс, а также чтение. Юхансен писал в дневнике:

12 апреля: мы живём теперь поистине роскошно, при хорошей еде и хороших напитках. Сегодня подали великолепный обед: куриный суп, жареную телячью грудинку, спаржу, на десерт — пудинг, из напитков — водку, портвейн, фруктовую воду, кофе и ликёр «Бенедиктин». В двери уже стучится Пасха — впереди целая неделя отдыха и беззаботной жизни. Сегодня вечером настал черёд мне и Преструду основательно помыться: после ужина для двоих человек есть возможность принять в кухне ванну, и не воспользоваться этим было бы грешно.

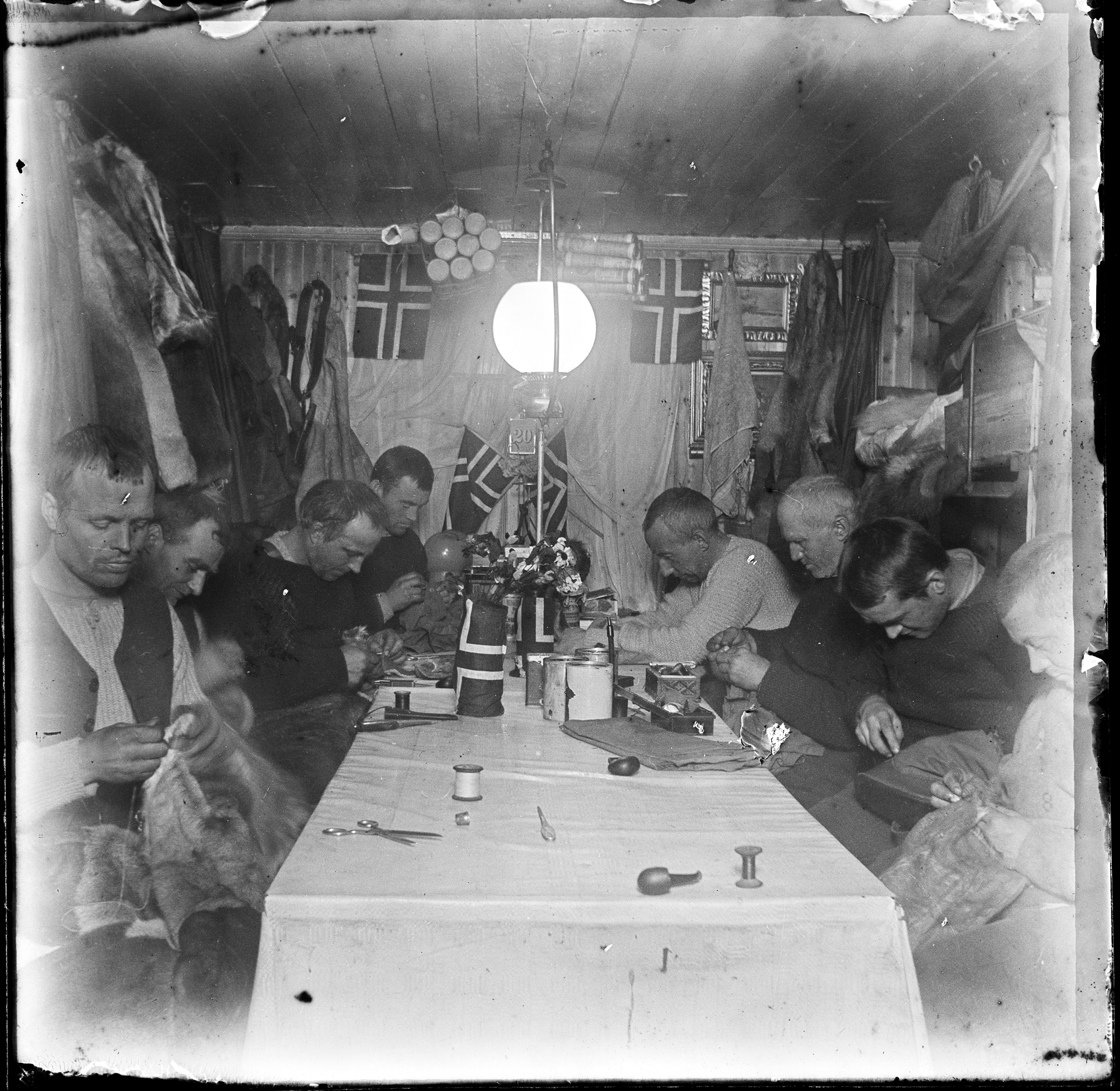
Полярники подгоняют походную одежду. Юхансен второй справа

7 июня 1911 года Руаль Амундсен устроил торжественную годовщину отхода из Норвегии. Жилую комнату украсили норвежскими флагами и портретами королевской семьи, вырезанными из иллюстрированного журнала. Кок Линдстрём приготовил торжественный обед с вином, портвейном и бенедиктином. Амундсен произнёс речь о ценностях единства и о том, что именно это качество обеспечивало доселе успех всех норвежских полярных экспедиций. В дневнике Ялмар писал, что произнёс тост за руководителя экспедиции, и назвал его «порядочным, разумным и любезным начальником». Дневник Хасселя подтверждает его слова. Амундсен умело поддерживал энтузиазм команды, тем более что и во время полярной ночи строго выдерживался распорядок работ, мастерские были выкопаны подо льдом и снегом, каждый участник команды получал свою норму выработки и мог при работе уединяться. На базе имелись также туалет и паровая баня. Юхансену доверили сложную работу по расфасовке рационов, чтобы в походе не тратить на это времеми. За время зимы он в строгом порядке разложил 72 000 овсяных галет, поместив в ящики также упаковки пеммикана и сухого молока и заполнив промежутки кусочками разломанного шоколада. Единственным источником беспокойства для командира была конкурирующая команда Роберта Скотта, которую от норвежцев отделяло 650 км.

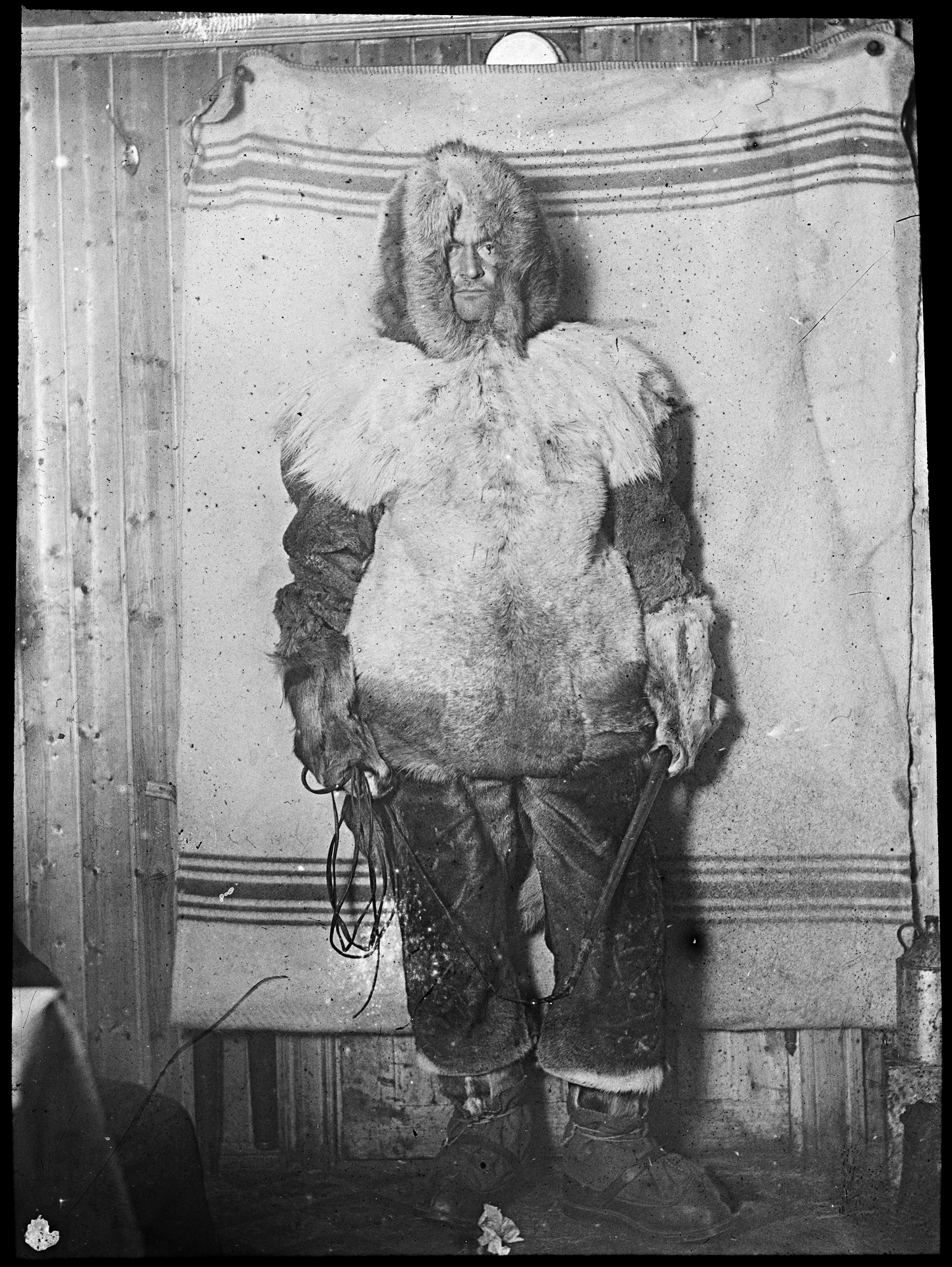
Кристиан Преструд в полярном снаряжении

Амундсен торопился. Основной темой для разговоров команды в августе стали температуры и сроки отъезда к полюсу.
План начальник огласил ещё 4 июля: на Юг выходят 84 собаки и 8 человек (Линдстрём оставался один на базе). График диктовался погодой, когда среднесуточная температура повышалась до −40 °C. Командир не отрицал, что более или менее приемлемый погодный режим для собак и людей наступит не ранее 1 ноября, но не мог рисковать победой на полюсе. Примерной датой выхода поставили субботу, 2 сентября. Юхансен был настроен скептически. Амундсен предложил голосовать, когда голоса разделились, Оскар Вистинг подкинул монетку, и дату перенесли на понедельник 4 сентября. В назначенный день температура опустилась до −44 °C и началась пурга, движение было невозможным. Через три дня температура повысилась до −22 °C, но метель усилилась. Лишь 8 сентября 1911 года восемь норвежцев покинули свою базу. Холод стоял такой, что замёрз спирт в компасах, нарты и лыжи не скользили на снегу, собаки не могли спать. Люди страдали от холода и сырости, а у Амундсена обострился геморрой, залеченный за лето, вдобавок он оставил лекарства от него на базе. В этих условиях было решено разгрузить нарты на складе 80° ю. ш. и возвращаться налегке. 15 сентября Амундсен вместе с Вистингом и Хансеном на двух лучших упряжках устремился обратно на базу, не позаботившись о безопасности своих людей, находившихся в более сложных условиях. Возвращение обернулось неорганизованным бегством, в котором каждый полярник оказался предоставлен сам себе. Интервал времени между возвращением членов экспедиции во «Фрамхейм» составил 6 часов. Во «Фрамхейме» даже не зажгли фонарь, чтобы облегчить отставшим ориентацию в пространстве. На этом пути Юхансен спас менее опытного Преструда от верной смерти в снежной метели и на экстремальном холоде −60 °C. У того пала вся упряжка и не имелось примуса.
Вслед за первой тройкой, на базу через пару часов пришли Бьолан, Хассель и Стуберруд. Лишь к вечеру следующего дня выбрались Юхансен и Преструд, за которых начальник был спокоен, учитывая опыт Ялмара. Согласно позднейшим воспоминаниям, Амундсен лично встретил Юхансена и Преструда, осведомившись, как у них дела, и получив угрюмый ответ. Сам Ялмар ничего не записал в дневнике по этому поводу. Судя по записям Амундсена и Хасселя, начальник считал, что всё идёт по плану. Согласно А. Вистингу, для Амундсена имели ценность жизнь и здоровье его самого, а также Хасселя, Хансена и Вистинга. Никто серьёзно не пострадал, у двоих оказались поморожены пятки. За утренним кофе Юхансен высказался вслух о «странном способе путешествий», сравнил это с опытом Нансена и обвинил командира в паникёрстве. Хассель описал эту речь как «взрыв». Амундсен, судя по его дневнику, воспринял это как посягательство на его авторитет и стиль руководства. Вероятно, он бы иначе реагировал один на один, но ему нужно было срочно спасать своё единоначалие. Он переговорил с каждым участником команды отдельно и потребовал декларации лояльности. В результате Юхансен оказался в одиночестве. Амундсен немедленно объявил об изменениях в плане санного похода. За обедом Юхансена, Преструда и Стубберуда исключили из полярной партии, несмотря на протесты Ялмара. В дневнике он называл это «унизительным наказанием», считая, что остальные молчаливо с ним соглашались, но не пошли против начальства. После этого тональность дневниковых записей Юхансена сильно отличалась от дневников остальных экспедиционеров. Преструд явно радовался, что не пойдёт на полюс, не будучи уверен в своих лыжных навыках. Вдобавок капитана Юхансена в этом второстепенном походе к Земле Эдуарда VII подчинили младшему по званию лейтенанту Преструду. Внешне отношения между членами команды оставались ровными. 20 октября 1911 года пятеро путешественников отправились к Южному полюсу, перед стартом Юхансен пожал руку Амундсену и пожелал ему удачи.
Александр Вистинг — автор биографии Юхансена — считал, что Руаль Амундсен в имевшихся граничных условиях не мог решить конфликта иным образом. Юхансен никогда не был «его человеком», он представлял в команде Нансена. Спасение Преструда стало проявлением гуманизма и героизма, но не влияло на ход экспедиции и возможность достижения полюса. Юхансен своей импульсивностью поставил под угрозу собственное положение, тем более что невозможно представить, чтобы он попытался бросить вызов Нансену или Свердрупу. Более того, оставшись на базе, он поссорился с Преструдом и Стубберудом, но всё-таки пошёл с ними в лыжное путешествие «как частное лицо». Поход трёх полярников под командованием Преструда к Земле короля Эдуарда VII состоялся антарктическим летом, в ноябре — декабре 1911 года. Тур, возведённый группой Преструда в горах Александры (77°11’ ю. ш. и 154°32’ з. д.) 3 декабря 1911 года, сохранился до наших дней и является одним из исторических мест Антарктиды.

### Исключение из команды «Фрама». Возвращение

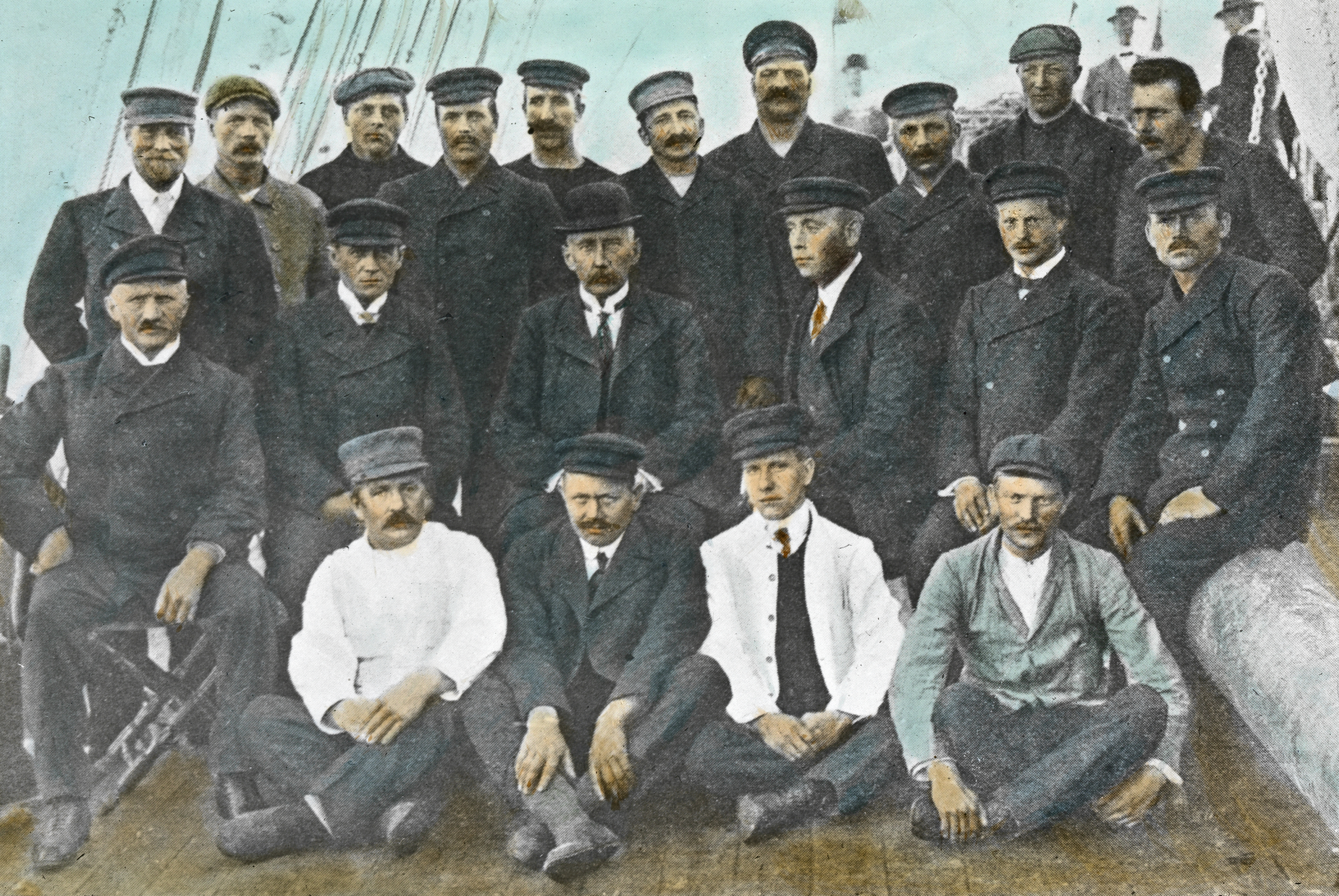
Команда «Фрама» в Хобарте 7 марта 1912 года.
Стоят в заднем ряду: С. Хассель, Л. Хансен, Ф. Штеллер, О. Бьолан, Х. Кристенсен, М. Рённе, А. Бек, О. Вистинг, Х. Хальворсен, К. Сюндбек.
Сидят в среднем ряду: Я. Юхансен, К. Преструд, Р. Амундсен, Т. Нильсен, Я. Ертсен, Х. Хансен.
Сидят на переднем плане: А. Линдстрём, Й. Стубберуд, К. Ульсен, А. Ульсен

Судя по дневнику Хасселя (Юхансен бросил вести записи), Ялмар сошёл на берег в Хобарте 11 марта 1912 года и сорвался в запой, поскольку, как и все члены команды, получил 10 шиллингов на мелкие расходы. Судя по всему, Амундсен относился к нему ровно, сохранившиеся фотографии свидетельствуют, что Юхансена не третировали и не исключали из команды. Вероятно, командир стремился, чтобы Ялмар, как и все экспедиционеры, добрался на «Фраме» до Буэнос-Айреса, поскольку планировал продолжить и арктическую часть экспедиции. Подписанный контракт делал Амундсена на три года монополистом на всю информацию об экспедиции, как в печатном виде, так и на фотографии и возможные устные выступления: интервью и лекции. Запой Юхансена показал, что он может всё испортить. 15 марта Амундсен вызвал Юхансена в свой гостиничный номер; содержание и тональность их разговора никем и никогда не фиксировались. Ялмар подписал обязательство «соблюдать правила чести» в отношении себя самого, Амундсена и экипажа «Фрама», за что получал сумму в 600 крон (39 фунтов стерлингов), достаточную для проезда из Тасмании в Норвегию. Срок действия договора истекал через год после окончания экспедиции.
Параллельно Амундсен отправил брату Леону (который управлял делами экспедиции) и Фритьофу Нансену отдельные послания, посвящённые Юхансену. Брату он прямо заявил, что Ялмар может сильно повредить репутации экспедиции, особенно в период, когда неизвестна судьба Роберта Скотта. Амундсен описал поведение Юхансена как «раскольническое, близкое к мятежу». Нансену он описал свою версию произошедших событий, прямо писал, что предоставил Ялмару возможность «благополучно вернуться домой», и сомневался, что тот последует «по доброму пути». Перед отъездом из Тасмании Юхансен отправил письма сестре Ханне, Хильде и Нансену. Только Хильде он сообщил о ситуации с Амундсеном. Вдобавок он потребовал оплатить дорожные расходы у генерального консула Норвегии в Мельбурне и в министерстве иностранных дел и попросил о том же у Нансена. Александр Нансен на этот раз встал на его сторону, не желая огласки. Юхансену купили билет третьего класса на немецкий лайнер «Гнейзенау» до Бремена. В Антверпене он вновь обратился в консульство за финансовой помощью и получил 200 французских франков, а также ему оплатили 5 дней постоя в гостинице до первого рейса в Норвегию. Спустя 46 дней 11 июня Юхансен высадился в Кристиании, первым из всей команды Амундсена. Александр Нансен добился того, что норвежская пресса проигнорировала это событие. Фритьоф Нансен, понимая политическое значение достижения Амундсена, знал и недостатки Юхансена. Единственное интервью с Ялмаром взяли в редакции «Morgenbladet», но оно получилось сдержанно-нейтральным, не содержа подробностей. Во время экспедиции жалованье Юхансена поступало на счёт Хильды и детей, теперь оно перестало выплачиваться.

### Финал жизни
Ялмар Юхансен, попытавшись встретиться с Нансеном, оказался у его брата Александра, поскольку Фритьоф находился в экспедиции на Шпицбергене. Александр гарантировал ему некую сумму, которая должна была выплачиваться мелкими частями, обеспечивая скромную жизнь в столице. 3 июля 1912 года в Кристианию прибыли и остальные участники команды «Фрама», кроме Амундсена, который работал над книгой об экспедиции в столице Аргентины. Осенью 1912 года двухтомник «Южный полюс» поступил в продажу, главы о морском переходе написали Преструд и лейтенант Нильсен. Юхансен оскорбился на описание инцидента 17 сентября 1911 года. Он отказался от королевской аудиенции, на которой участникам команды вручали золотую медаль. Не пришли на приём также Линдстрём, парусный мастер Рённе и Бьолан. Отсутствующим, в том числе Юхансену, медаль передали в конторе Александра Нансена. Ялмар Юхансен не пытался найти работу, запойно пил, истратил все средства, исчерпал кредит и перебирался из отелей в меблированные комнаты, одна хуже другой. Его судьбой обеспокоилась знакомая по Тромсё Дагмар Лене, которая обратилась к геологу Адольфу Гулю. Тот отыскал его поздней осенью и описывал как опустившегося человека. Юхансен поведал Гулю свою версию произошедшего в Антарктиде. Геолог попытался привлечь Ялмара к очередной экспедиции на Шпицбергене, предложив ему войти в команду сразу после Нового года. Однако, получив деньги, он не сел в назначенный поезд.
Ялмар Юхансен пустился в очередной запой и на рассвете 3 января 1913 года застрелился в кристианийском Солли-парке. В некрологах об этом факте писали между строк. Полиция не стала проводить расследования ввиду очевидности случая, тело выставили на опознание в часовне Королевского госпиталя. Амундсен тогда находился на пути в США, его брат Леон позаботился, чтобы тело Юхансена было возвращено в Шиен. Он же оплатил похороны, которые состоялись 9 января на кладбище Святого Иоанна. Гражданская панихида прошла в тренировочном зале клуба «Odd», из товарищей по экспедиции на похороны прибыли Преструд и Скотт-Хансен. 18 июля 1913 года стортинг установил пожизненные почётные пенсии участникам Норвежской антарктической экспедиции. Непосредственные покорители полюса получали по 4000 крон в год, прочие члены экипажа — по 3000. Однако фамилии Юхансена не значилось в этом списке. По просьбе Хильды Эврум-Юхансен хлопоты о пенсии взял на себя помощник командира «Фрама» Фредрик Ялмар Ертсен, который поднял кампанию в прессе. Хильда получила медаль и золотые часы покойного мужа, за что поблагодарила Амундсена. В конце концов министерство стало выплачивать детям Юхансена по 1000 крон в год, то есть по факту на него пришлась ставка покорителя Южного полюса, от которой в пользу вдовы отказался Вистинг. Тринадцать книжек дневников Юхансена случайно сохранились в отеле «Сёстры Ларсен», где он квартировал перед смертью: их обнаружили рабочие при ремонте в 1930 году. Документы они отдали в ближайшую редакцию газеты, где поняли, кто являлся автором, и переслали дневники Хильде Эврум. Она скончалась в Шиене 16 декабря 1956 года в возрасте 88 лет, и завещала похоронить себя вместе с Ялмаром Юхансеном.

## Память

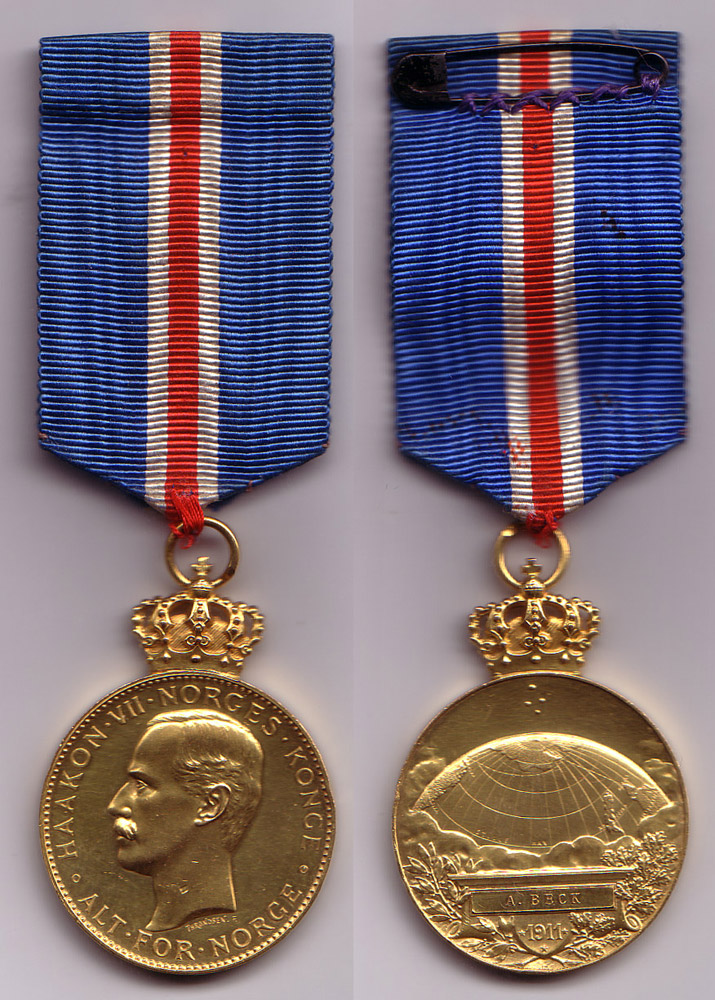
Золотая медаль Южного полюса, которой были награждены Амундсен и его команда. 1912 год

### Награды
Фредрик Ялмар Юхансен имел следующие государственные и общественные награды:
- «Фрамовская медаль[норв.]» короля Оскара II (1896);
- Орден Святого Олафа (кавалер 1-го класса, 1896);
- Памятная медаль Королевского географического общества за участие в экспедиции на «Фраме» (1896);
- Медаль Шотландского королевского географического общества (1896);
- Медаль Итальянского географического общества (1896);
- Медаль Французского географического общества (1896);
- Почётная серебряная медаль фонда Idrætsforeningen Odds (сентябрь 1896);
- Золотая медаль муниципалитета Кристиании (1896);
- Медаль города Парижа (1897);
- Золотая медаль Южного полюса[англ.] короля Хокона VII (1912).

### Географические объекты
В честь Я. Юхансена назван мыс Иогансена (80°33’ с. ш. и 48°22’ в. д.) на острове Земля Георга в архипелаге Земля Франца-Иосифа, поименованный Фредериком Джексоном в 1897 году. Во время Русской полярной экспедиции, в 1901 году поименован мыс Иогансена (76°12’ с. ш. и 94°27’ в. д.) на острове Нансена архипелага Норденшельда.
В 1929 году Ричард Бэрд открыл и в 1934 году нанёс на карту Пик Юхансена высотой 3310 м в системе хребта Куин-Мод в Антарктиде (86°43′ ю. ш. и 148°11′ з. д.).
В 2005 году именем Юхансена была названа подводная гора в Северном Ледовитом океане с координатами 82°57’ с. ш. и 3°48’ з. д. Вершина расположена на глубине 1075 м.

### Памятники
Идея установки памятника Юхансену была выдвинута в 1932 году представителем клуба «Odd», его биографом — учителем из Шиена Бредо Хенриксеном. 3 марта 1932 года оформился рабочий комитет из 12 человек во главе с консулом Ф. Бертельсеном и самим Б. Хенриксеном, который обратился к скульптору Вильгельму Расмуссену — также уроженцу Шиена. До 1939 года шли разработка проекта и сбор средств, которых требовалось не менее 10 000 крон. Немецкая оккупация Норвегии и послевоенная разруха надолго отодвинули работы; черновая гипсовая модель памятника оказалась готова только в 1954 году. Готовую гипсовую модель в натуральную величину выставили в 1956 году во время Телемаркской бизнес-конференции, во время которой провели лотерею для дальнейшего финансирования проекта; общая сумма превысила 70 000 крон. Отливка из бронзы шла в 1958 году, задержавшись из-за болезней скульптора и двукратной смены главы комитета по установке памятника. Было решено приурочить его открытие к 600-летию города 21 сентября 1958 года. На церемонии присутствовали и дети Юхансена со своими семьями, а непосредственно открывал статую внук — 12-летний Фредрик Ялмар Юхансен-младший, сын Пера Юхансена.
В родном Шиене в честь Юхансена названа средняя школа, а 25 июня 2020 года в Осло открыли памятную доску близ места его самоубийства.

### Историография и беллетристика
Фредрик Ялмар Юхансен после кончины удостоился некрологов в норвежской и британской прессе, в которых его называли одним из опытнейших и известнейших полярных путешественников. Он упоминался в любой биографии Нансена и Амундсена. В 1960-е годы земляки из Шиена опубликовали первые персональные биографии и подборки воспоминаний о Юхансене. Норвежский писатель Коре Холт в романе «Состязание» («Kappløpet», 1974) впервые описал острый конфликт Юхансена и Амундсена, из-за которого в конечном итоге закончилась жизнь Ялмара. Источником этих сведений (как выяснилось позднее, сильно драматизированных) был сын Юхансена, с которым консультировался писатель. В 1997 году вышла новая биография Юхансена «Третий человек», написанная историком и журналистом Рагнаром Квамом на основе вновь открытых и опубликованных первоисточников, включая личные дневники Амундсена и Юхансена. Квам однозначно доказывал, что вклад Юхансена в обе эпохальные экспедиции оказывался очень велик и позволил Нансену вернуться домой невредимым, а Амундсену покорить Южный полюс. В 2002 году, на волне интереса к личности Юхансена, датский писатель Клаус Рифбьерг опубликовал роман «Нансен и Юхансен», в котором содержались спекуляции на тему гомосексуальности Фредерика Ялмара, который больше года делил один спальный мешок с Нансеном. Норвежская литературная критика и историки-полярники скептически оценили достоинства романа, назвав его скорее пародией, чем серьёзным биографическим произведением. В 2012 году вышла новая биография Александра Вистинга (правнука Оскара Вистинга), которому стали полностью доступны все первоисточники, в том числе опубликованные в том же году «Музеем Фрама». Биографу удалось уточнить многие обстоятельства жизни Юхансена, особенно его отношений с женой Хильдой, которым посвящено много страниц в книге.

## Публикации
- Johansen H. Selv-anden på 86° 14': optegnelser fra den Norske polarfaerd 1893—96 :  [букмол]. — Kristiania : H. Aschehoug & Co Forlag, 1898. — 391 s.
  - Johansen H. Selv-anden : paa 86°14' :  [букмол]. — Faksimileutgave. — Oslo : Frammuseet, 2020. — 391 s. — (De originale bøkene fra Framekspedisjonen, [4]). — ISBN 9788282351065.
- Johansen H. With Nansen in the north; a record of the Fram expedition in 1893—96 / translated from the Norwegian by H. L. Braekstad. — London : Ward, Lock & Co.[англ.], limited, 1899. — viii, 351 p.
- Иогансен Я. Сам-друг под 86° 14' с. ш : Записки участника экспедиции на корабле «Фрам» / Пер. с подлинника А. и П. Ганзен. — СПб. : Типография министерства путей сообщения, издание О. Н. Поповой, 1899. — 216 с.
- Johansen H. Dagboken fra Spitsbergen 1907—08. — Skien : Vågemot Miniforlag, 1998. — 60 s. — (Svalbardminner, nr. 11).
- Johansen H. Sydpolsekspedisjonen 1910—1912. — Oslo : Frammuseet, 2011. — 221 s. — ISBN 9788282350112.

## Комментарии
1. ↑  Отталкиваясь в своих расчётах от неточной карты Пайера, путешественники ожидали к концу весны выйти к несуществующим, но отмеченным на этой карте, Земле Петермана или Земле короля Оскара
2. ↑  Сам Амундсен в этом выходе шёл на лыжах налегке без своей личной упряжки[58]